# Иконография Вишну
Иконография Вишну (англ. Vishnu iconography, Iconography of Vaishnava Images) — совокупность канонических правил изображения Вишну и его воплощений (аватар).
Иконография Вишну складывалась на протяжении свыше двух тысячелетий. Изображения Вишну создавались и распространялись не только по всему Индостану, но и за его пределами, куда проник индуизм. Народные и местные верования оказали определённое влияние на художественные стили и образы Вишну. Кроме того, развитие вайшнавской религиозной традиции и мифологии с течением времени способствовали изменению иконографических правил. Многообразие иконографии Вишну представлено стоячими, сидячими и лежачими образами божества. Они изображают десять воплощений Вишну и его особые образы, такие как Вишну-Вайкунтха (Вайкунтха-Чатурмурти), Вишну-Шешашайи (Падманабха), Вишну-Вишварупа.
Несмотря на стилистические различия образы создавались в соответствии с иконографическими правилами, изложенными в «Рупа-мандане» (IAST: Rūpamaṇḍana), «Вишну-дхармоттара-пуране», «Апараджитаприччха» (IAST: Aparājitapṛichchhā) и других произведениях. Изображения Вишну представлены богатыми водными, земноводными, животными, териоморфными и антропоморфными образами его воплощений. В антропоморфном и териоморфном образах он предстаёт с двумя или несколькими руками, держащими божественные атрибуты. Самым популярным и наиболее распространённым образом является четырёхрукое изображение Вишну с Сударшаны-чакрой (IAST: chakra), булавой Каумодки (IAST: Kaumodkī gadā), цветком лотоса (IAST: padma) и раковиной-шанкхой (IAST: śaṅkha).

## Первые упоминания и изображения Вишну
Самое раннее упоминание об образе Вишну обнаруживается у античного историка Курция в жизнеописании царя Александра Македонского. В своей истории Курций сообщает, что образ «Геракла» был водружён перед армией царя Пора (Пуру), владения которого простирались между реками Джелам и Ченаб. Индологи полагают, что речь шла об одном из образов Вишну — Васудевы-Кришны. Известно, что культ Васудевы процветал в Северной Индии уже в IV веке до нашей эры. В частности, о поклонении Васудеве упоминает греческий посол Мегасфен (350—290 годы до н. э.) при дворе Чандрагупты Маурья. Мегасфен отмечает, что «Гераклу» поклонялись «сурасены» — которыми в настоящее время принято считать родом кшатриев шурасенов (IAST: Śūrasena), правивших в Матхуре. Матхура, в свою очередь, как известно, была родиной культа Васудевы-Кришны.
Одно из самых ранних изображений Васудевы и Санкаршаны было обнаружено на древних квадратных медных монетах из Ай-Ханума. Они чеканились царём Агафоклом Бактрийским (190—180 годы до н. э.). На монетах просматриваются изображения Васудевы и Санкаршаны, которые держат чакру с восемью спицами, раковину, а также прообраз булавы (IAST: mūsala) и плуг (IAST: hala). С левой стороны с пояса Вишну свисает меч. Божество носит юбку до колен; ткань «уттария» (IAST: uttarīya), покрывающую верхнюю часть тела; изогнутые спереди сапоги и головные уборы с развевающимися по обеим сторонам украшениями. Над героем сверху виден зонт, который согласно индологу Нандите Кришне, указывает на проведение церемонии «ваджапева» (IAST: vājapeva) в честь царского самодержавия.
Ещё одно раннее вайшнавское изображение найдено на монете царя династии Митра, Вишнумитры. Династия правила в районе Матхуры с 150-х до 50-х годов до н. э. во времена индо-греческой гегемонии в Северной Индии. На монете из каталога монет Древней Индии Британского музея просматривается сидящая фигура божества, по всей видимости, вооружённая четырьмя оружиями. Среди индологов её также принято отождествить с Вишну.
Монета греко-бактрийского царя Агафокла с надписями на языке брахми. На монете изображены божества: Васудева-Кришна и Баларама-Санкаршана.
Индолог Кальпана Десаи, защитившая в Мумбайском университете диссертацию «Иконография Вишну в Северной Индии», полагает, что на первых изображениях Вишну имел две руки. На её взгляд, в ранних священных текстах Вишну упоминался с двумя атрибутами. Она ссылается на выдержки из эпоса «Махабхарата», где Нараяна описан как держащий только чакру и булаву, что подразумевает наличие двух рук.
По всей видимости, самым ранним сохранившимся до наших дней скульптурным изображением Вишну, является образ, найденный возле городка Малхар (Мадхья-Прадеш). Он представляет собой небольшую скульптуру из песчаника бежевого цвета. Грубое выражение лица стало следствием попыток местных жителей реконструировать внешний облик скульптуры. У божества четыре руки, из которых две передние соединены вместе и, возможно, первоначально держали раковину. Гигантская булава удерживаются передней правой рукой, а задняя левая рука держит чакру. Скульптура обнаружена в 1960 году и датируется учёными II веком до н. э. На ней сохранилась надпись на языке брахми, согласно которой скульптура изготовлена Бхарадваджей, женой Парнадатты. Божество носит невысокую корону и имеет большие круглые серьги. По мнению Нандиты Кришны, фигура одета в платье наподобие юбки из пальмовых листьев, которую носят некоторые племена в Центральной Индии. Похожее одеяние Вишну имеет на монетах Агафокла Бактрийского. В целом, образ соответствует стилю, который характерен для Древней Индии времён позднего кушанского царства.

## Иконографический синкретизм

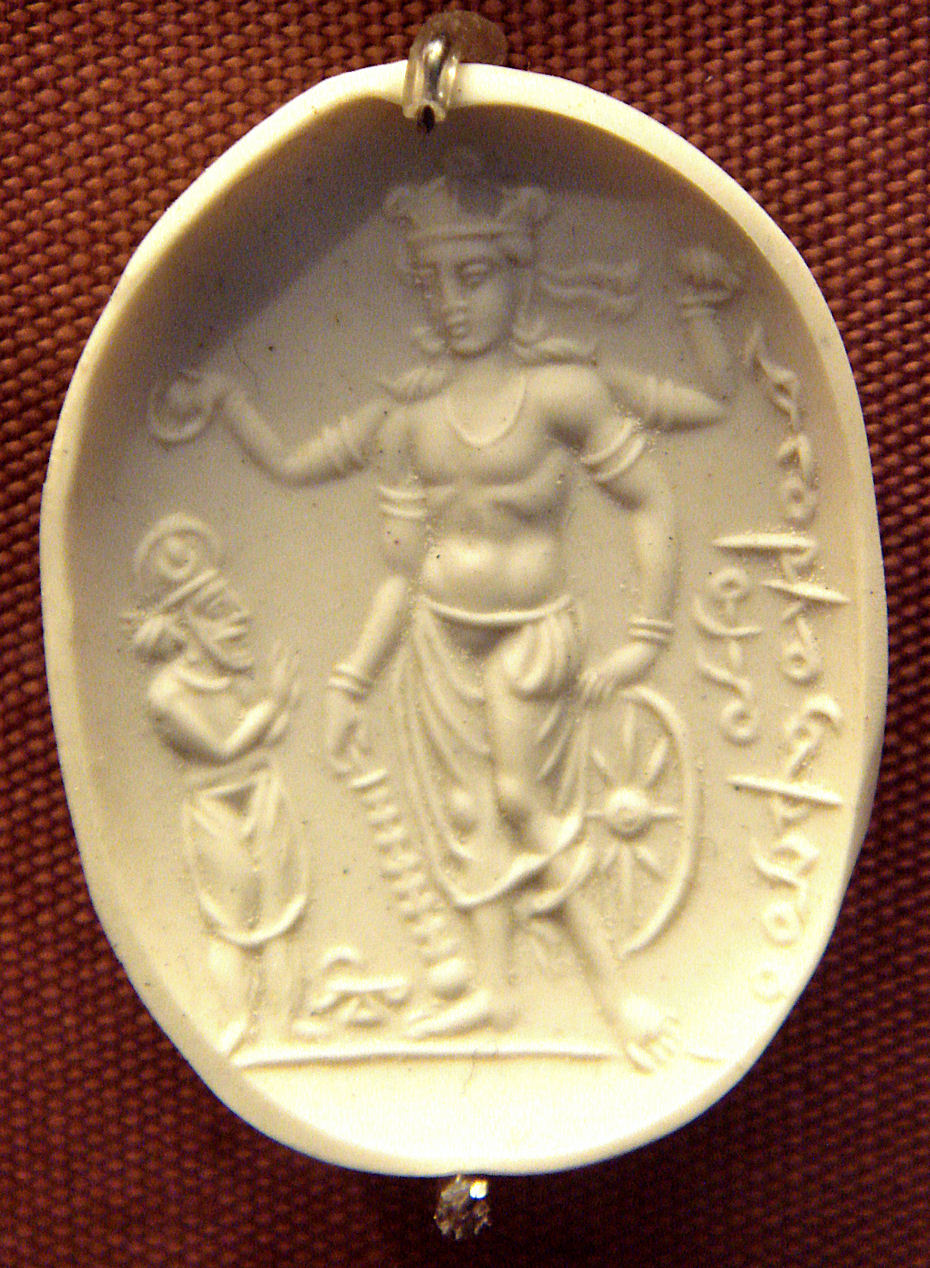
Индо-греческий стиль Гандхара: печать из оникса, изображающая Вишну, благословляющего верующего. Афганистан или Пакистан, между IV и VI веком. Из коллекции Британского музея.

Основы правил изображения Вишну заложены в период Гандхара (с I по V век), в течение которого произошло становление ранней вайшнавской иконографии. Стиль Гандхара находился под сильным влиянием творчества эллинистических скульпторов, попавших в Индию после завоеваний Александра Македонского. Иконометрические исследования показали, что древнеиндийские скульптуры Маурьев мало отличаются от греческих скульптурных идеалов с точки зрения пропорций человеческого тела. Обработка скульптором камня, позволяющая через прямые геометрические линии создать эффект прозрачной одежды, признана эллинистической техникой. Образцы ранней скульпторы Древней Индии, свидетельствующие о том, что подобная техника могла родиться самостоятельно, не найдены. Таким образом, первые образы Вишну имеют корни в поздней архаике Древней Греции.
Скульпторы старались приблизить изображение божества к человеческому образу. Его внешний вид демонстрирует эстетическую зрелость и божественное очарование. Стиль Гандхара нашёл наибольшее отражение в буддийском искусстве, элементы которого были заимствованы вайшнавской иконографией. К примеру, Кальпана Десаи полагает, что многоуровневая корона, называемая «мукута»; складки дхоти; шарф, обвязанный наподобие пояса вокруг талии; правая рука в жесте абхая-мудры; левая рука, опирающаяся на бок; а также схожесть священной раковины шанкхи с небольшим сосудом для нектара — все эти элементы могут быть тесно связаны с ранней иконографией Бодхисаттвы. Стиль достиг своего расцвета в период кушанского царства, а затем пошёл на убыль после вторжения в Индию белых гуннов в V веке.

Иконография в индуизме должна рассматриваться во взаимодействии с индо-греческими правителями 100 года до н. э. и кушанскими правителями 100 года н. э. Именно после этого периода мы видим расцвет индийской иконографии с её уникальным полнотелым воздушным стилем Матхуры на равнинах Ганги и стилем Амравати на землях Андхры, сильно отличающихся от более стилизованного греческого стиля Гандхары... 
 По мере того как индуизм пуран затмевал индуизм Вед, изложение историй стало более популярным, чем повторение мантр, образы богов, правителей и святых вырезались на скалах и в пещерах. Некоторые из самых ранних каменных изображений индуистских богов и богинь можно найти в пещерах Элефанты и Аджанты возле Мумбая и в Махабалипураме около Ченная. До этого индусы довольствовались визуализацией богов в реках, горах, скалах и горшках...
— Девдатт Паттанаик «Кто такой индус? Как соперничество обогатило индуизм», 2018 год
На период правления Гуптов (с IV по VII век) приходится «золотой век» вайшнавского скульптурного искусства. Изображения Вишну и его аватар достигает наивысшего художественного расцвета. Каменные изображения превосходно вырезаны с потрясающей элегантностью. Их отличительной чертой являются вьющиеся по одежде волосы, которые подчёркиваются линиями одежды. Прежде всего, художники стремились достигнуть в своих изображениях духовного спокойствия, показав его внутренним состоянием божества, которое отсутствовало ранее. Опущенные веки Вишну стали придавать лицу ровное и блаженное выражение. Все, что было помехой в выражении безмятежного состояния духа, избегалось. В период Гуптов произошли стилистические изменения: лицо стало более овальным, тело более стройными, а одеяние — более прозрачным. Верхнее веко увеличилось в размере, в результате чего большие глаза стали подобны лотосам. Лицо стало чувственным благодаря полным губам.
Хотя в период Гуптов живопись находила широкое распространение, почти всеми сохранившимися произведениями являются религиозные скульптуры. Наиболее известными памятниками в стиле Гуптов являются пещеры в Аджанте, Элефанте и Эллоре. Другим великолепным примером стиля является пещерный храм в Удаягири, демонстрирующий отождествление правителей с аватарами Вишну. Храм Дашаватара из каменной кладки в честь Вишну, возведённый в эпоху Гуптов, получил известность благодаря великолепно сохранившимся скульптурам и барельефам. Храм считается эталоном, который послужил прототипом и предопределил развитие индуистского храмового зодчества. Изображение божественных воплощений Вишну в Деогархе стали каноническими для храмов, построенных столетия спустя.

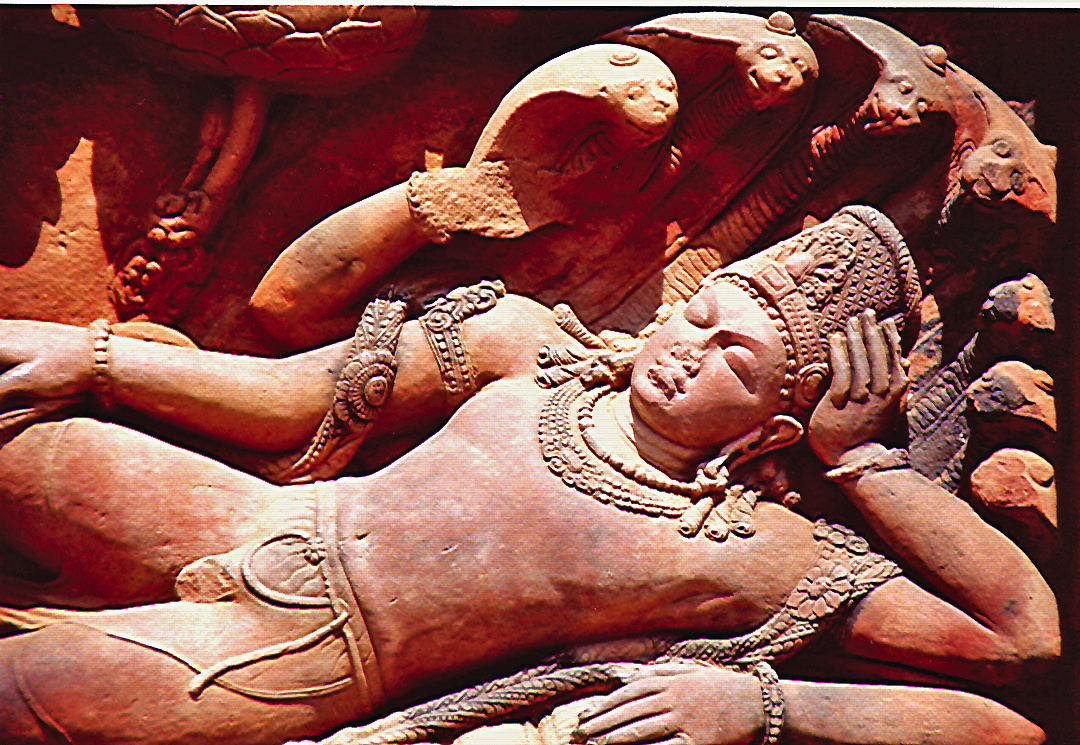
Барельеф Вишну в стиле Гуптов, возлежащего на змее Шеше, Храм Дашаватара
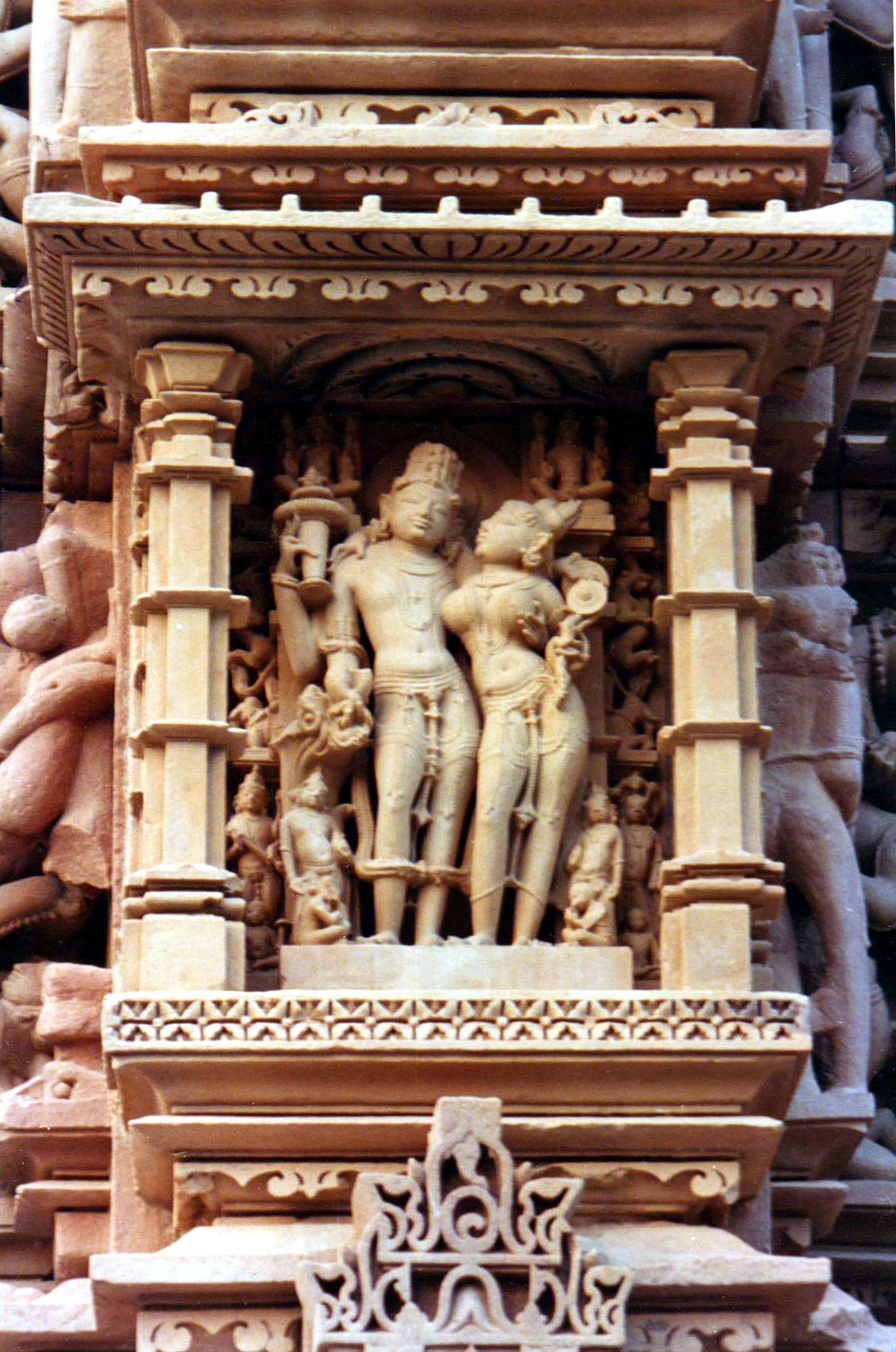
Божественная пара Вишну и Лакшми в стиле Чандела. Скульптура в Храме Деви Джагадамби, 1023 год.
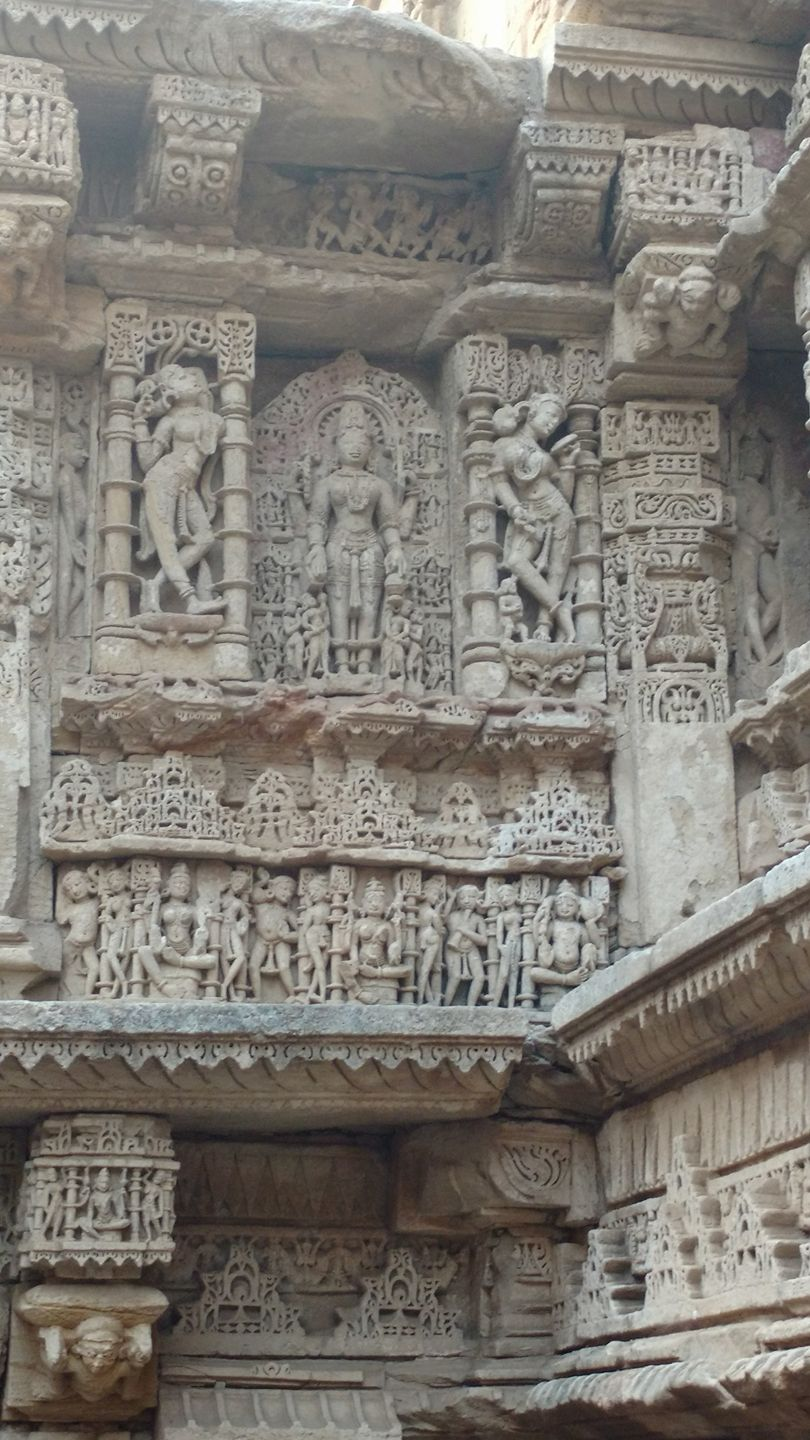
Скульптура Вишну в ступенчатом колодце Рани-ки-Вав, между 1022 и 1063 годами.

В периоды Гурджара-Пратихара и Чандела (с VIII по XII век) скульптуры Вишну стали ещё более выразительными. Пик искусства в стиле Чандела пришёлся на 950-е годы. Правители династии заказали строительство нескольких храмов, водоёмов, дворцов и фортов. Самым известным примером их стиля являются столичные храмы в Кхаджурахо. На его территории построены многочисленные храмы в честь Вишну, среди них выделяются Храм Чатурбхуджа, Храм Явари, Храм Лакшмана и Храм Варахи.
В период Чалукья (с XI по XIII век) образы Вишну создавались мастерами Гуджарата и западного Раджастхана. Божественные изображения богато декорированы. Драгоценные украшения, ожерелье на шее, священная нить и серьги являются отличительными чертами периода Чалукья. Примером стиля является знаменитый ступенчатый колодец Рани-ки-Вав, построенный между 1063 и 1083 годами. На нескольких этажах глубокого колодца найдены многочисленные изображения аватар Вишну.
В периоды Паллавов, Чола и Пандья (с VII по XIII век) образы Вишну находились под сильным южноиндийским влиянием. В Махабалипураме встречаются многочисленные ипостаси Вишну: Кришны, поднимающего гору Говардхана, из мандапы Кришны, Тривикрамы из мандапы Варахи, Шешайи-Вишну из пещеры Махишасурмардини, Варахи из пещеры Варахи. Вишну приобрёл стройную форму и вытянутое рельефное лицо. Мастера стали уделять одежде минимальное внимание. Фокус переносится на внешние украшения: высокая кирита-мукута (IAST: kirīṭa mukuṭa, многоуровневая корона) увеличила высоту изображения, а широкие браслеты акцентируют внимание на ногах и руках.

## Общая классификации образов Вишну

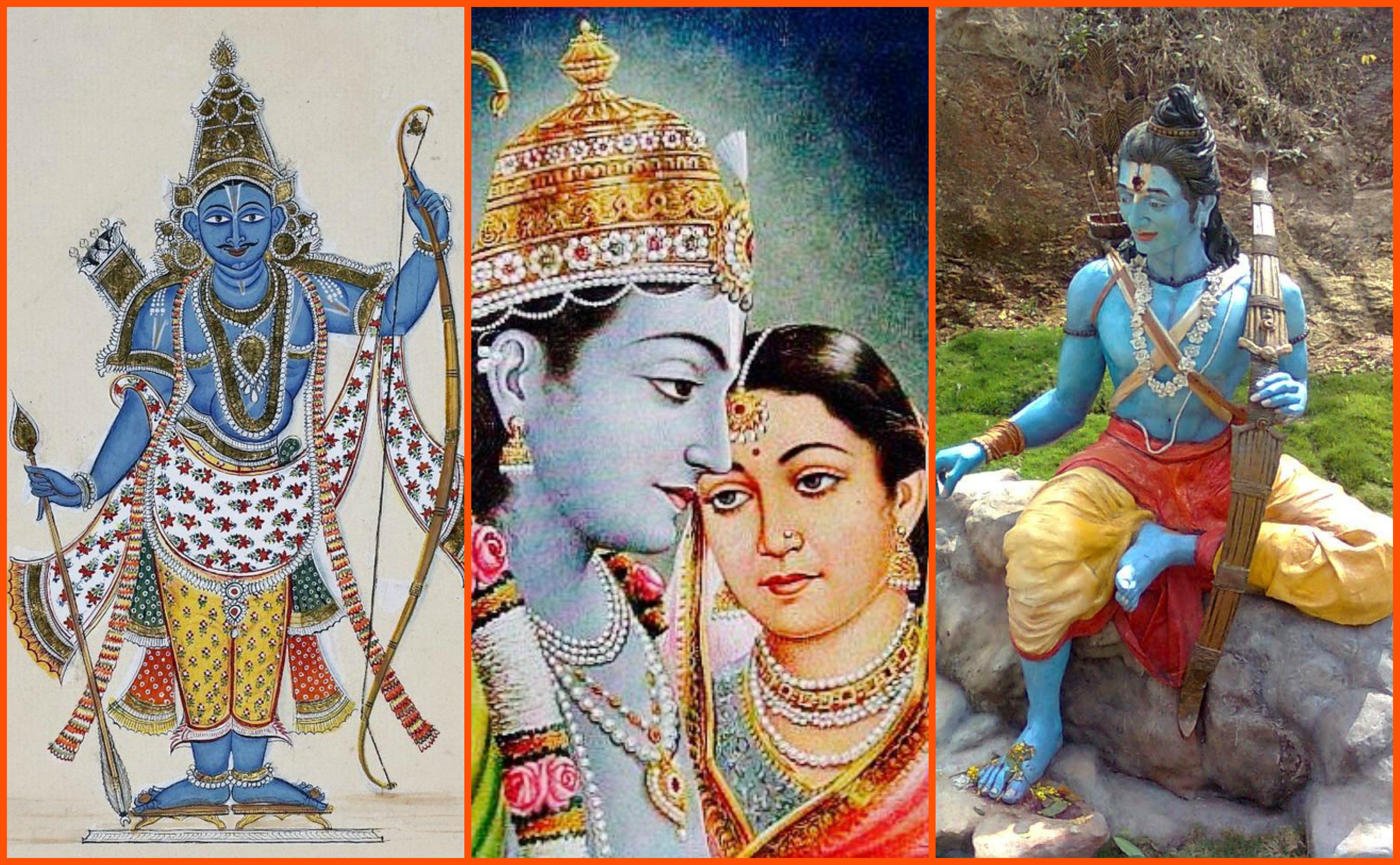
Изображения Рамы, аватара Вишну: рисунок, живопись, скульптура

Иконография Вишну описана в нескольких традициях. Со временем наиболее влиятельной стала традиция, изложенная в текстах Панчаратры. Она описывает вайшнавские ритуалы, а также формы и воплощения Вишну. Тексты Панчаратры, или Панчаратра-агамы, состоят из более чем двухсот различных произведений, большая часть из которых датируется между 600 и 850 годами. Традиция Панчаратры сыграли ключевую роль в распространении практики ритуального поклонения изображениям Вишну. Благодаря одухотворению образа Вишну в Панчаратре даже его божественное оружие получило персонификацию — оно представлено в человеческих образах, получивших название «айюдха» (IAST: Āyudha).
Первым иконографическим текстом, описывающим внешние характеристики Вишну, считается «Брихат-самхита» (IAST: Bṛihatsaṃhitā). Он рассказывает о знаках и украшениях на теле Вишну, числе его рук, цвете кожи, а также оружии и атрибутах. Согласно «Брихат-самхите» различается три представления о Вишну: пара (IAST: Para), вьюха (IAST: Vyūha) и вибхава (IAST: Vibhāva). Они, соответственно, отражают высший, эманационный и инкарнационный аспекты Вишну.
Альтернатива представлена ритуальной традицией Вайкханаса и её текстами Вайкханаса-агамами. Она целиком посвящена неподвижному, не подлежащему перемещению образу Вишну, который служит для ритуального поклонения. Неподвижный образ получил название «дхрува-бера» (IAST: dhruvabera). По мнению индолога Гопинатха Рао, составившего подробное иконографическое описание образов Вишну, знаменитые скульптуры Махабалипурама и других южноиндийских святынь, а также пещерные храмы Эллоры, следовали традиции Вайкханаса.
Согласно Вайкханаса-агамам различается тридцать шесть образов дхрува-беры Вишну. Они делятся на четыре широкие группы: йога (IAST: yoga), бхога (IAST: bhoga), вира (IAST: vīra) и абхичарика (IAST: abhichārika). Далее каждая из них предполагает несколько позиций божества: стханака (IAST: sthānaka), асана (IAST: āsana) и шаяна (IAST: śayana). Они, в свою очередь, подразделяются на разновидности уттама (IAST: uttama), мадхьяма (IAST: madhyama) и адхама (IAST: adhama) — таким образом набирается тридцать шесть возможных вариантов. Образы йоги и бхоги предназначены для ритуального поклонения. Считается, что Вишну в образе йоги способен даровать высшее духовное знание, а в бхоги — счастье и земное благополучие. Вира и абхичарика, напротив, не предназначены для регулярного поклонения, поскольку представляют гневные, ужасающие образы божества. Вира дарует смерть, а абхичарика — поражение врагов. Соответственно, неритуальные образы могут нерегулярно использоваться в тантрических практиках.

## Храмовые формы божества
Храмовые изваяния божества, называемые «мурти» (IAST: mūrti) в вайшнавизме могут принимать две формы. Образ главного божества храма, как правило, является каменным. Если это гигантская многометровая форма, то в её основе может лежать специальная гипсовая смесь. Мурти главного божества называют «мула виграха» (IAST: mula vigraha). Выражение возникло из сочетания санскритских слов «неподвижный» (или основной) и «форма» (или образ). Мула виграха всегда остаётся в святилище и никогда не передвигается с места. Брахманы проводят вокруг него ежедневные службы и ритуалы. Вторая форма храмового мурти известна как «утсава виграха» (IAST: utsava vigraha) — это малая копия главного божества. «Утсава» на санскрите означает «церемония» или «фестиваль». Как правило, утсава виграха состоит из сплава пяти металлов «панча-лока» (IAST: pañca-loha) и включает медь, олово, свинец, железо, серебро (реже — золото). Во время храмовых праздников навстречу широкой публике из святилища выносится малое божество. Традиция первоначально связана с тем, что в храмы не разрешался допуск представителей низших каст. Лицезреть божество они могли только, когда его выносили из храма во время процессии. Считается, что во время явления публике, или даршана, малому божеству передаётся шакти (энергия) главного божества. Для домашних ритуалов и служения предназначены только малые формы божеств. Как правило, ими являются металлические или каменные статуэтки высотой порядка 14 сантиметров.
В храмовом святилище одновременно могут храниться несколько уменьшенных копий главного божества. Их называют «карма бимба» (IAST: karma bimba). Согласно агамам в храме их должно быть три, пять или шесть. Энергия главного божества входит в них на непродолжительное время до завершения священнодействия или ритуала.

Карма бимба во всех подробностях должна повторять главное божество.
— Вишваксена-самхита, текст 17; 11
К распространённым карма бимба относят мурти для ежедневных ритуалов с дарами (IAST: kautuka-bera), для ежедневной церемонии омовения (IAST: snapana-bera), для ежедневного подношения посетителями риса и цветов во внутреннем дворе храма (IAST: bali-bera), для в участия в праздничной процессии (IAST: utsava-bera), для укладывания на ночь (IAST: śayana-bera). Не так много храмов достаточно богаты, чтобы владеть всеми копиями главного божества и организовывать им раздельное поклонение. Чаще всего в храме встречается главное божество и его малая форма для внешних процессий. Последняя может выполнять все остальные вспомогательные функции. После выполнения своих задач карма бимба возвращаются в святилище и размещаются возле главного божества. Мурти, предназначенное для праздничной процессии (утсава-бера), всегда находится на виду перед главным божеством.

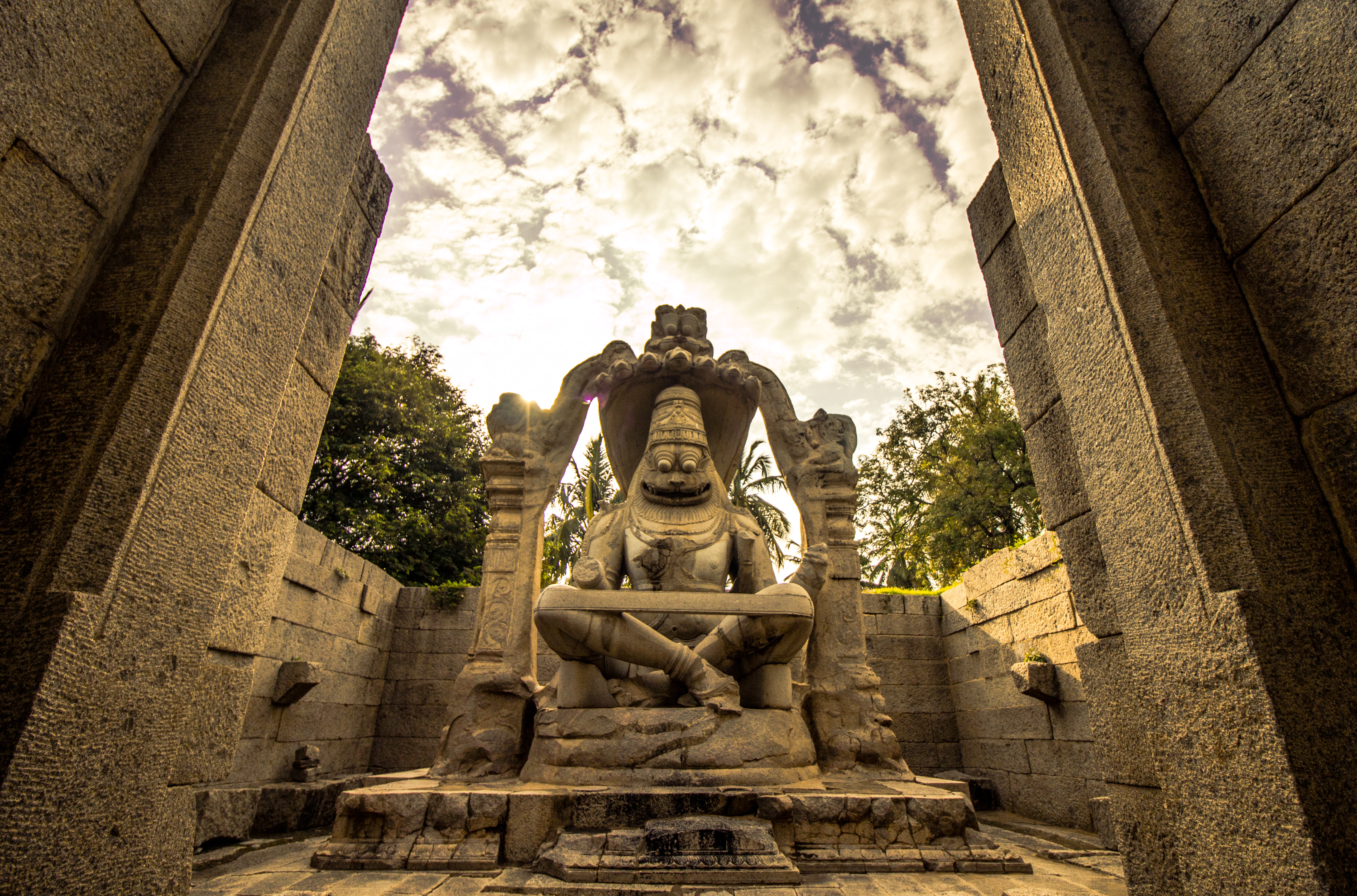
Неподвижное мурти (мула виграха) Нарасимхи (Хампи)
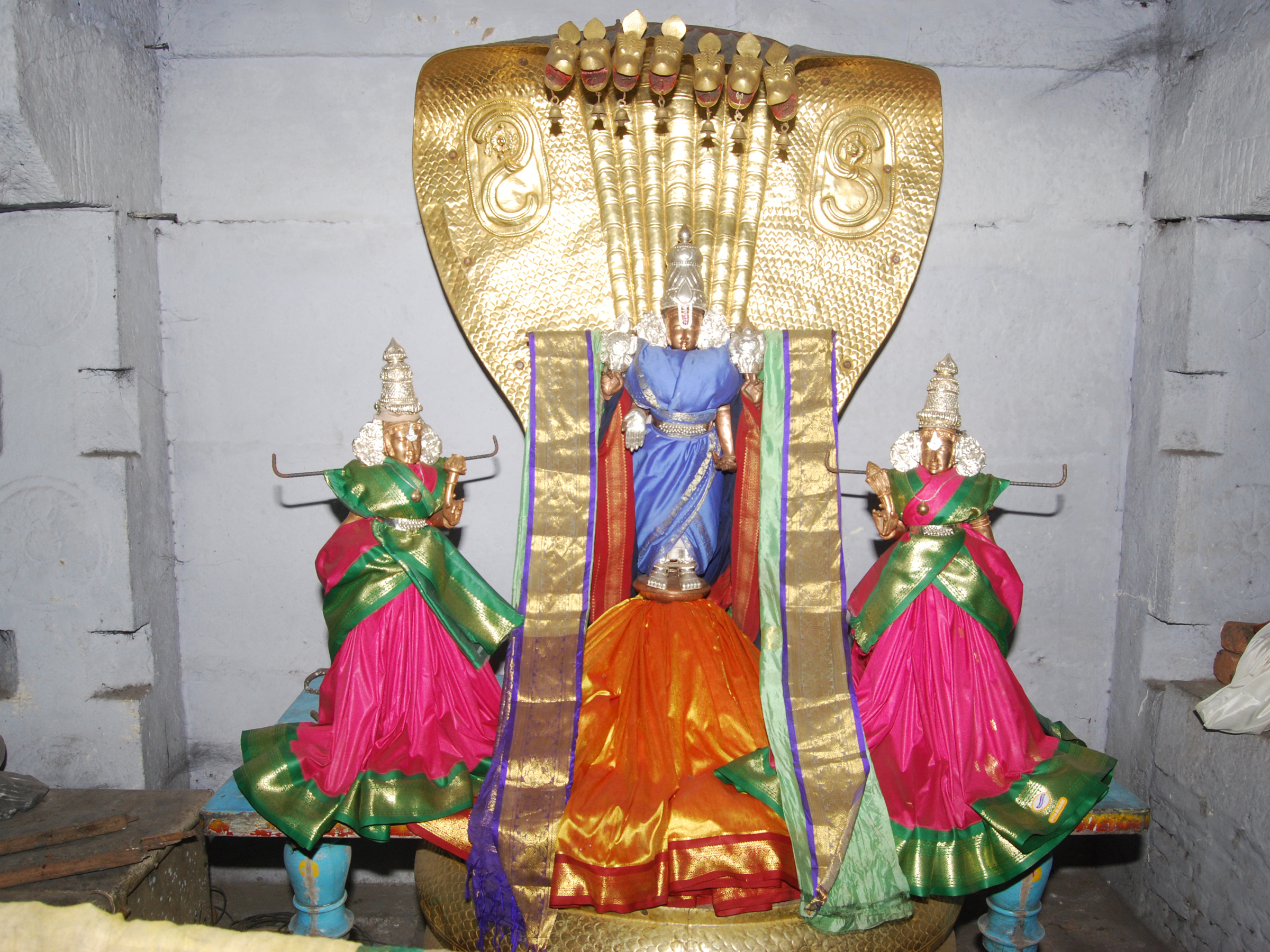
Праздничное мурти (утсава виграха) Векатешвары вместе с Шри-деви и Бху-деви (Конетирая, Читтур)

## Происхождение мурти

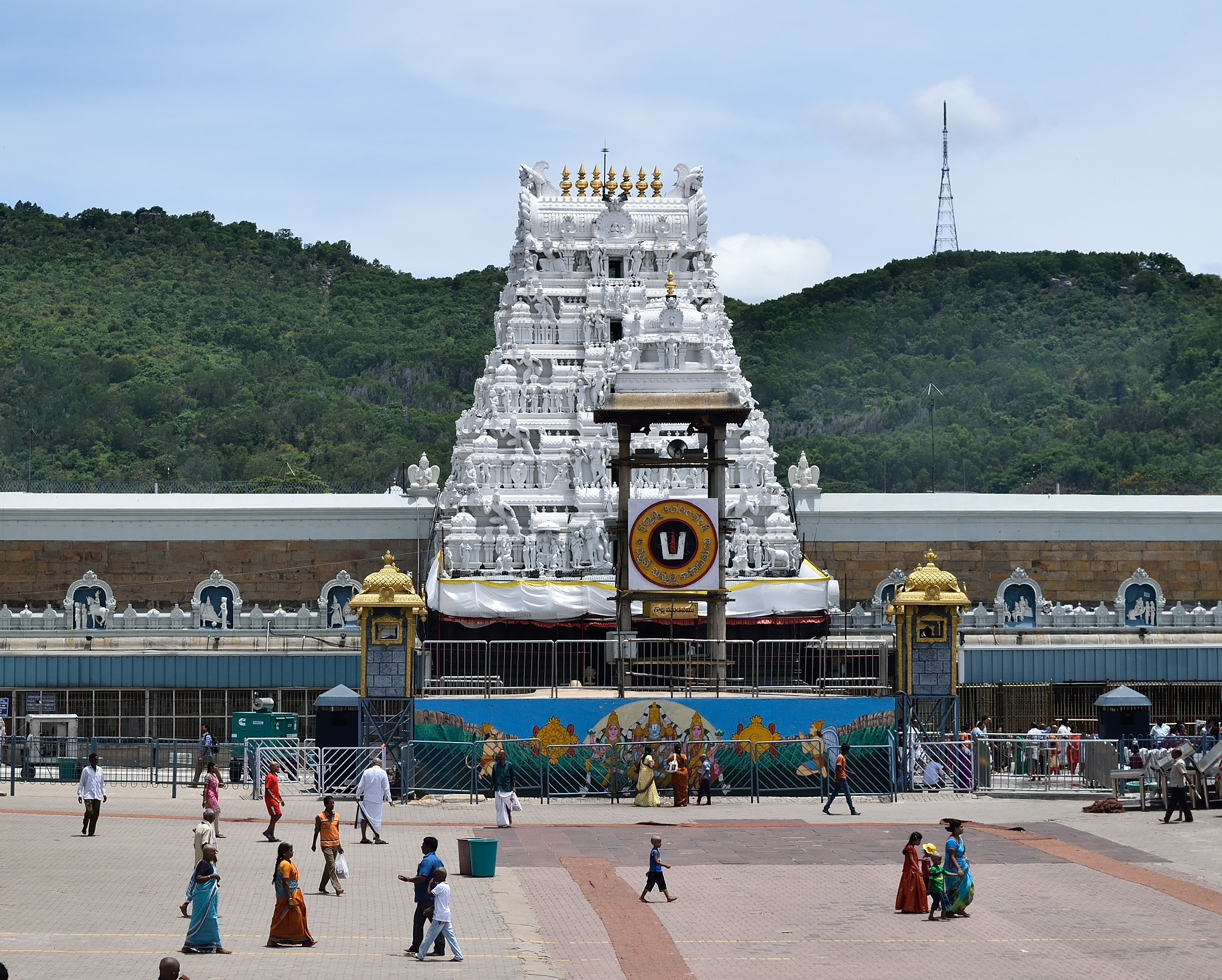
Храм Тирумалы Венкатешвары является популярным местом паломничества, где пребывает нерукотворный образ Вишну в форме Венкатеши

Согласно агамам мурти может быть изготовлено из камня, древесины, металла, глины и «кади-шаркара» (IAST: kadi-sarkara), раствора, схожего с цементом. Кроме того, мурти может создаваться путём резьбы по драгоценному камню или быть нарисовано на ткани. Металлические мурти для широкой публики отливаются из бронзы или меди, в то время как фестивальные — как было отмечено, из смеси металлов.
После того как мурти изготовлено, считается, что божество, которое оно олицетворяет, по своей божественной воле нисходит в изображение. Освящённое мурти, куда снизошла шакти (энергия) божества, носит название «дивья мангала виграха» (IAST: divya maṅgala vigraha), то есть форма, благословлённая Господом. Само мурти становится материальной формой или «арча-аватарой» (IAST: arcā avatara), то есть земным проявлением божества, которое дарует благословение.
Мурти классифицируются на три группы, которые различаются по происхождению. К первой относятся нерукотворные или самопроявленные (IAST: svayam vyakta). Ко второй — мурти, установленные земными воплощениями Вишну или великими мудрецами прошлого (IAST: purva sthapita). Наконец, в третью входят рукотворные изображения (IAST: pratisthita). Считается, что в Индии восемь храмов располагают самопроявленными образами Вишну (см. табл.).
| Храм                   | Божество                                     | Местонахождение                      | Веб-сайт |
| ---------------------- | -------------------------------------------- | ------------------------------------ | -------- |
| Храм Ранганатхи        | Ранганатха                                   | Шрирангам, Тируччираппалли, Тамилнад | Ссылка   |
| Храм Венкатешвары      | Венкатешвара                                 | Тирупати, Андхра-Прадеш              | Ссылка   |
| Храм Бху Вараха Свами  | Бху (Лакшми) — Вараха (Вишну)                | Шримушнам, Куддалор, Тамилнад        | Ссылка   |
| Храм Ванамалаи Перумал | Тотадринатх (Вишну), Варамангаи (Лакшми)     | Нанганри, Тирунелвели, Тамилнад      |          |
| Храм Муктинатха        | Муктинатх                                    | Муктинатх, Непал                     | Ссылка   |
| Храм Варахи            | Вараха                                       | Пушкар, Аджмер, Раджастан            |          |
| Храм Бадринатха        | Бадри Нараяна                                | Бадринатх, Уттаракханд               | Ссылка   |
| Храм Чакратиртха Вишну | Дева-раджа (Вишну), Пундарика-валли (Лакшми) | Нимсар, Уттар-Прадеш                 |          |

## Человеческий облик Вишну

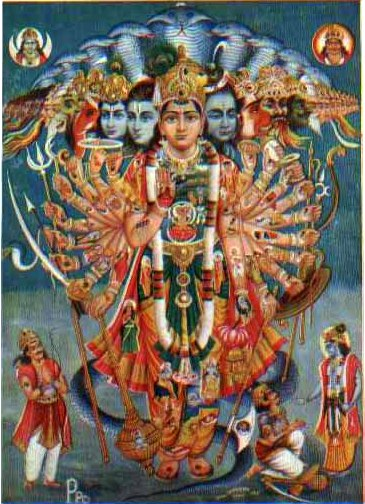
Кришна являет Арджуне свою вселенскую форму (Вишварупу) на поле Курукшетра

Согласно «Парама-самхите» изображение Вишну должно представляться в человеческом облике. Объясняется это тем, что Господь принимает человеческий вид в качестве милости к человечеству. В противном случае человек не мог бы ни воспринимать, ни следовать за его наставлениями. В «Махабхарате», когда Кришна предстал перед Арджуной в своей вселенской форме, тот не смог выдержать её лицезрения.

Ему поклоняются только в видимой форме; без неё поклонение не должно проводиться. Его формы, предназначенные для поклонения, являются благом для всех.
Люди достигают наивысших целей, создавая Его образы в человеческой форме и поклоняясь Ему с величайшей преданностью.
Если Бог богов не установлен в определённой форме, ни поклонение, ни созерцание, ни даже молитва невозможны; так пусть поклоняются Ему, воплощенному в определённой форме.
Бог богов, привлеченный искренней преданностью святых, ради их блага милостиво принимает человеческий облик с четырьмя руками.
— Парама-самхита, текст 3.5-9
Божеств в индуизме изображают в различных позах, зависящими от их качеств. Они могут иметь несколько голов и рук, оружие, украшения и ездовое животное (вахана), спутников и супругов. За каждым образом скрыт духовный символизм. Например, число рук отражает божественные атрибуты, такие как оружие. Чем больше рук, тем больше у божества раджасических божественных качеств, как например, у Сударшаны. Соответственно, по мере приближения к саттве, число рук снижается. Их духовный смысл объясняется в священных текстах. Описанию значений символов посвящены «Вишну-пурана», «Бхагавата-пурана», агамы, а также упанишады, такие как «Гопалатапани-упанишада».

## Пространственная ориентация и позы божества
Согласно агамам, изображения божеств делятся на три группы: нарисованные (IAST: citrabhāsa), барельефные (IAST: citrārdha) и скульптурные (IAST: citrabhāsacitra). Скульптуры подразделяются на передвижные (IAST: cala), неподвижные (IAST: acala) и неподвижные, которые, тем не менее, могут перемещаться (IAST: calācala). Главное божество всегда является неподвижным, его никогда не выносят из храма. Кроме того, исходя из характера изображения, мурти могут быть миролюбивые (IAST: śānta, saumya) или гневными (IAST: raudra, ugra). Божество может находиться в нескольких образах, наиболее часто встречаются: стоя (IAST: sthānaka), сидя (IAST: āsina) и лёжа (IAST: śayana).

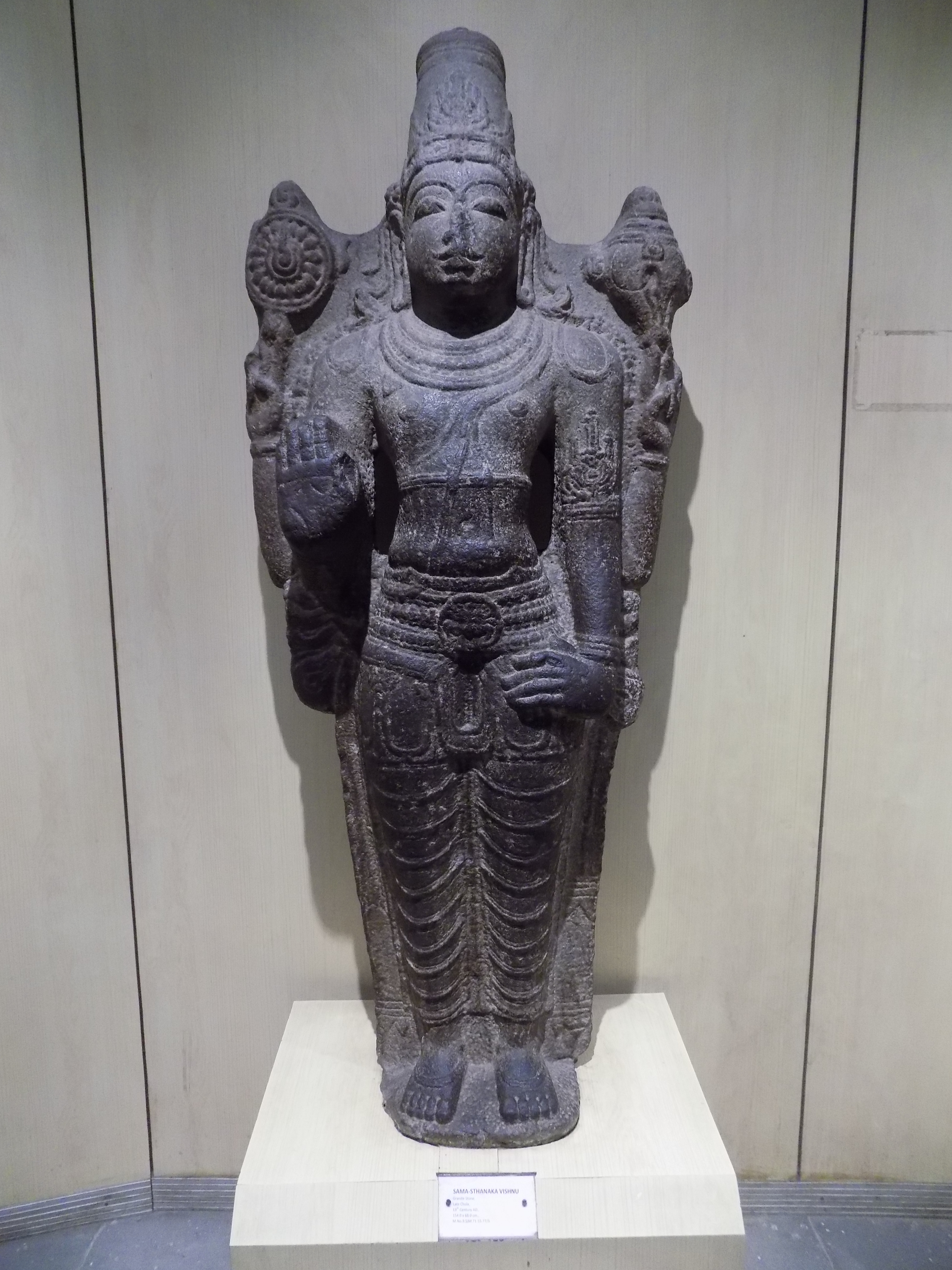
Стоящий Вишну
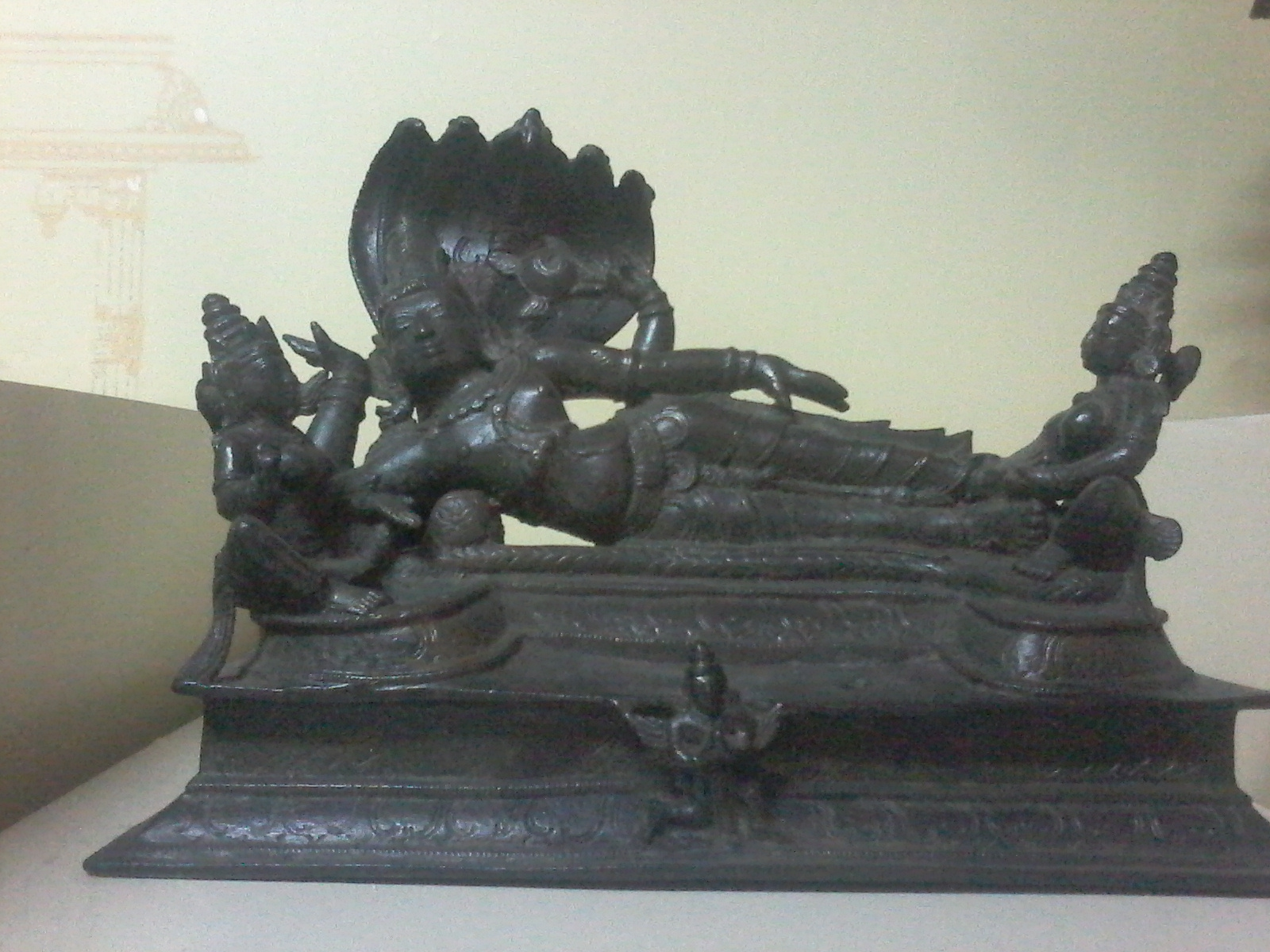
Вишну, возлежащий под наклоном на Ананта-шеше, с Шри-деви и Бху-деви
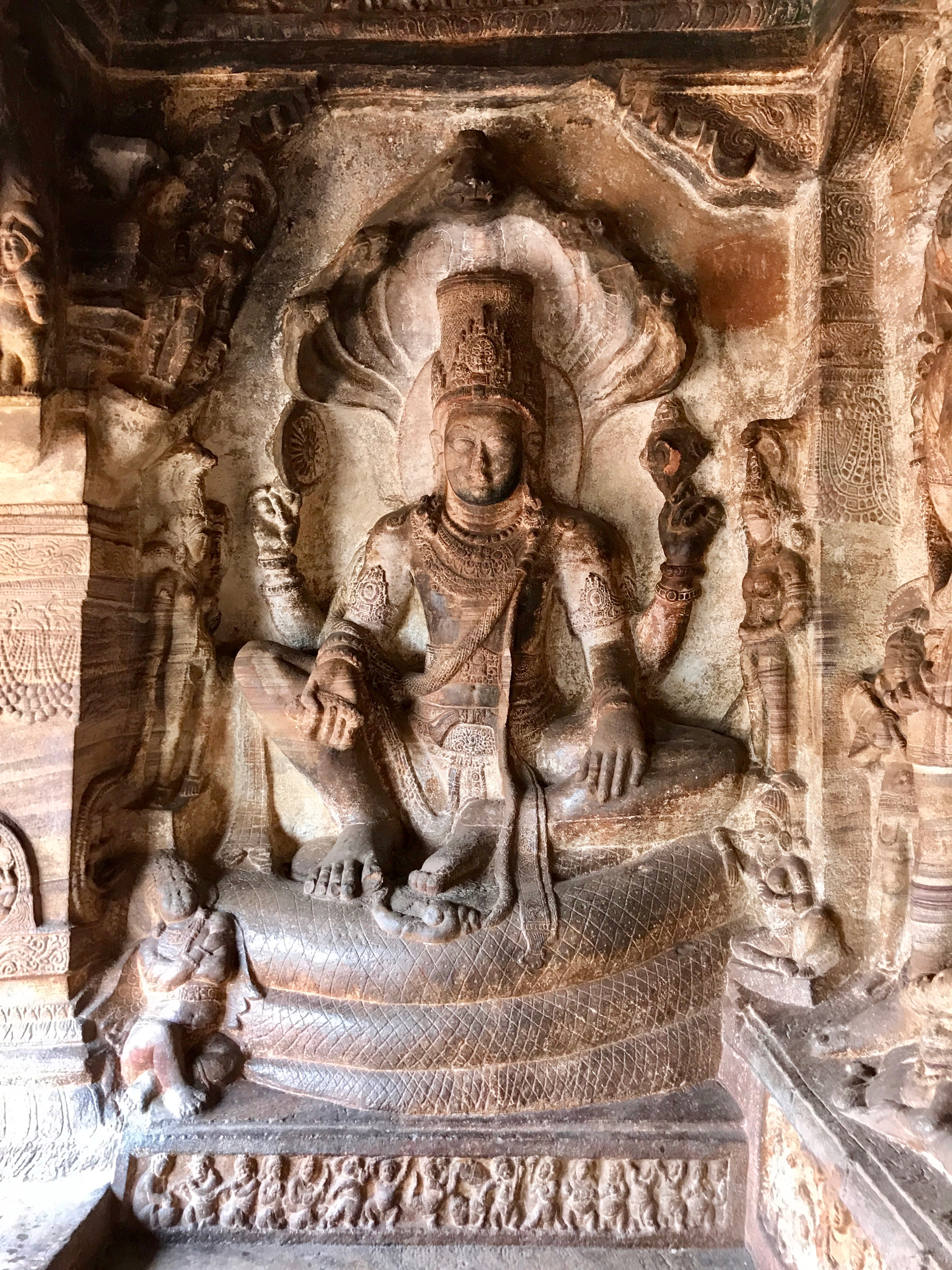
Вишну сидит на троне из Ананта-Шеши

Различается несколько композиций или поз, которые принимает божество. От них зависит цель поклонения и местонахождение мурти. Всего выделяется четыре позиции (пятая, IAST: abhicārika-mûrti, в вайшнавизме не используется):
| Образ                     | Изображение | Характеристика |
| ------------------------- | ----------- | --- |
| Йога-мурти (yoga-murti)   |             | Описание: божество находится в позе медитации, ему поклоняются для обретения божественных качеств и единения с божеством. Местоположение: мурти устанавливается на берегу реки, в лесу или на вершине горы, что должно создавать подходящую среду для достижения цели поклонения. Пример: Нарасимха, сидящий в позе йога. |
| Бхога-мурти (bhoga-murti) |             | Описание: божество изображено со своей супругой словно в обыденной жизни, ему поклоняются для достижения целей жизни, включая процветание и счастье. Местоположение: мурти размещается в городских храмах и домах. Пример: парные изображения Лакшми-Нараяна, Радха-Кришна, Сита-Рама |
| Вира-мурти (vīra-murti)   |             | Описание: божество изображено в героической сцене: нанесение поражения противнику (демону) и восстановление дхармы, ему поклоняются для достижения успеха, власти и победы над внутренними врагами (гнев, жадность, похоть, зависть и т. д.). Местоположение: мурти устанавливается в густонаселённых местах, прежде всего, центре города. Пример: сцены победы Рамы над Раваной или Кришны над Калией, восьмирукие формы Вишну и Лакшми также рассматривают как Вира-мурти |
| Угра-мурти (ugra-murti)   |             | Описание: божество изображено в гневной форме или с силовыми атрибутами, например, острыми зубами, с большим числом рук и вооружением, широкими глазами и пылающим ореолом вокруг головы, ему поклоняются для защиты от внутренних и внешних врагов. Местоположение: мурти размещают в северо-восточном пригороде или в направлении от места жительства, размещение мурти в городе считается неблагоприятным; если храм находится в городе, то для нейтрализации гневных аспектов перед ним должна располагаться миролюбивая форма или построен храмовый пруд. Пример: Вишварупа, Нарасимха или Сударшана |

Стоящие и сидящие божества могут располагаться лицом на восток или запад. Лежащая фигура может размещаться на любую сторону света. В зависимости от местоположения божества различаются результаты поколения ему. Лицом на восток — мир или покой, на запад — сила или решительность, юг — победа или успех. На север вайшнавские мурти не ориентируют, что символически означало бы уничтожение. Гневное угра-мурти размещают лицом на северо-восток.

## Внешнее окружение

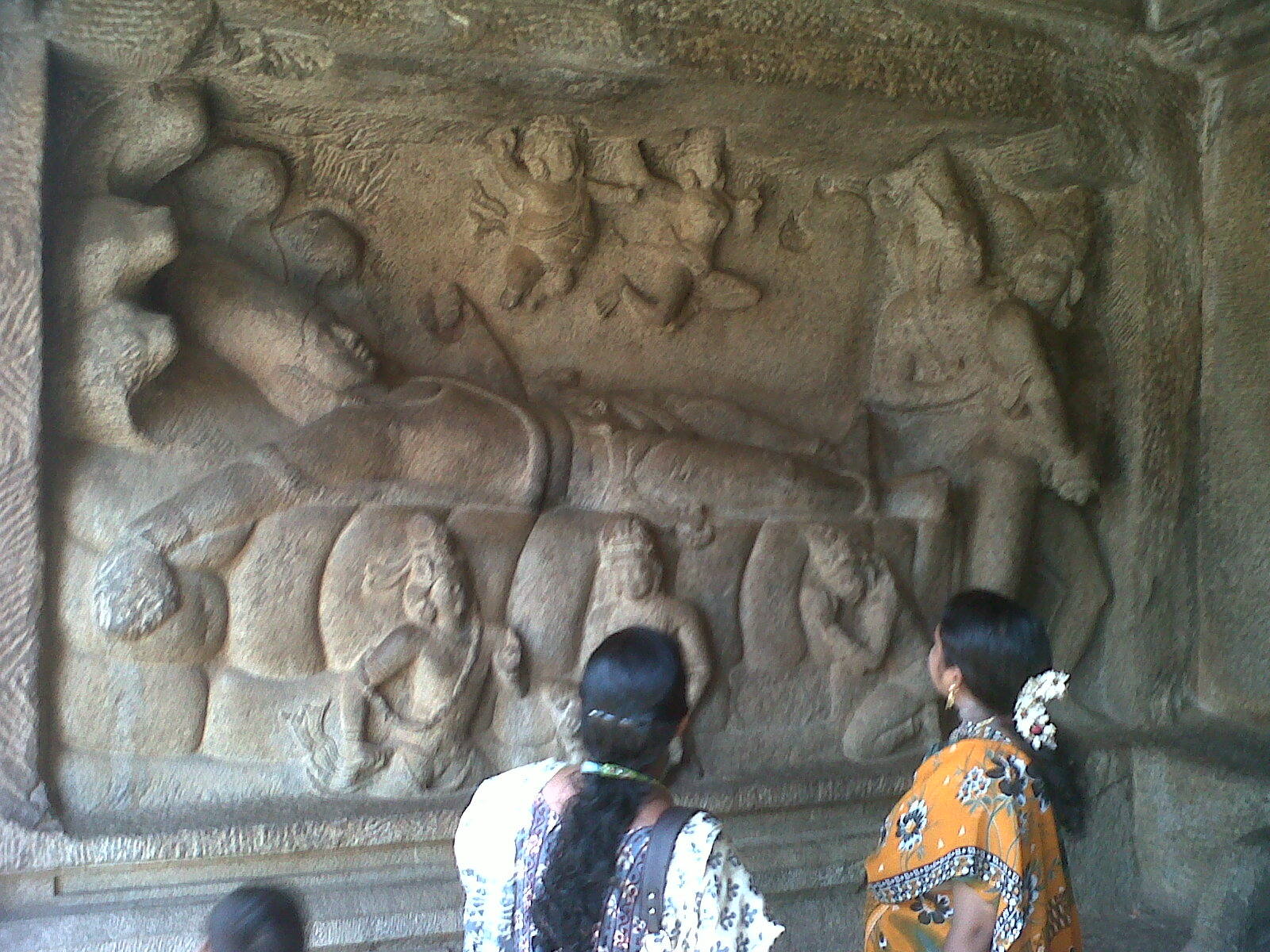
Посетители разглядывают величественную скульптуру возлежащего Вишну в окружении своих спутников в храме Махабалипураме

Иконография Вишну построена на системе символов, которые описывают взаимодействие духовного (незримого) и земного (физического) мира. Система символов появилась свыше тысячи лет назад, и мы мало что знаем о её происхождении. В большинстве случаев до нас доходят отрывки интерпретаций и объяснений, порой противоположного значения. Тем не менее, система символов в иконографии Вишну позволяет в общих чертах объяснить связь между духовными идеями и их материальными формами. Символизм проявляется во внешнем облике и окружении Вишну.
Вишну стоит или сидит на троне в форме лотоса. Лотос является символом чистоты и просветлённого ума. Это указывает на то, что Господь воплощает в себе свободу от иллюзий и заблуждений.
На изображении Вишну присутствуют «Нитья Сури» (IAST: Nitya Suris), которые являются его принадлежностями (предметами). Каждая принадлежность олицетворяет атрибут или божественное качество Вишну. В персонифицированном виде принадлежности Вишну являются его вечными слугами или спутниками и формируют ближайшее окружение Вишну. В обязательную группу входят богини, святые мудрецы, Вишваксена, Гаруда, Сударшана, шанкха, Каумодаки и флаг с изображением Гаруды. Нишу или арку над божественным образом венчает устрашающий лик Киртимукхи. Вход в святилище охраняют привратники дварапалы. Вишну обладает несколькими видами оружия и украшений, которые представляют космические принципы вселенной.

### Молочный океан
Внешняя среда в иконографии Вишну представлена молочным океаном и змеем Ананта-Шешой. Молочный океан (IAST: Kṣīrasāgara) символизирует состояние однообразного единства природы (пракрити) до создания Вселенной. Все три гуны находятся в гармонии и балансе. По мере взбалтывания (пахтания) молочного океана однообразное единство теряется, и природа становится все более структурированной. Из молочного океана возникают четырнадцать драгоценностей. Молочный океан символизирует пространство или бесконечность, в которой пребывает Господь.

### Ананта-Шеша
Ананта-Шеша (IAST: Аnanta Seṣa) — имя змея с тысячей голов, на котором возлежит Вишну. Змей является неотъемлемой частью самого Вишну. Его имя состоит из «Ананта», то есть бесконечный или безграничный, и «Шеша», то есть остаток. Другое значение «Шеша» — слуга. После разрушения Вселенной то, что от неё остаётся, — неизменный остаток, — считается Шешей. Из него затем возрождается новая Вселенная, начинается новый цикл жизни. Тысячеглавый змей символизирует бесконечность времени, на которой возлежит Вишну.

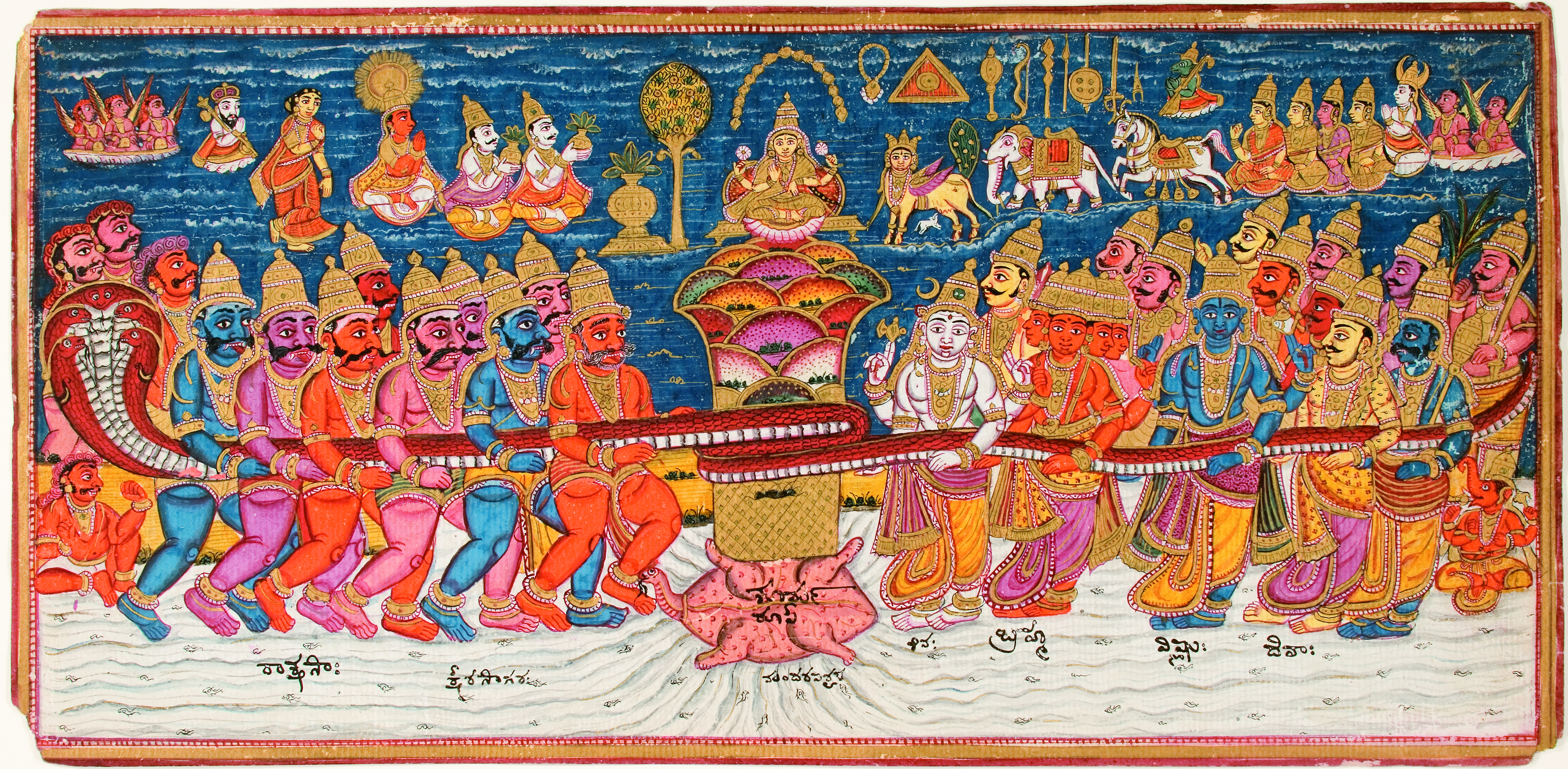
Иллюстрация к Вишну-пуране: боги демоны пахтают молочный океан (Вишну справа от горы Меру), 1825 год. Из коллекции Художественного музея Сан-Диего
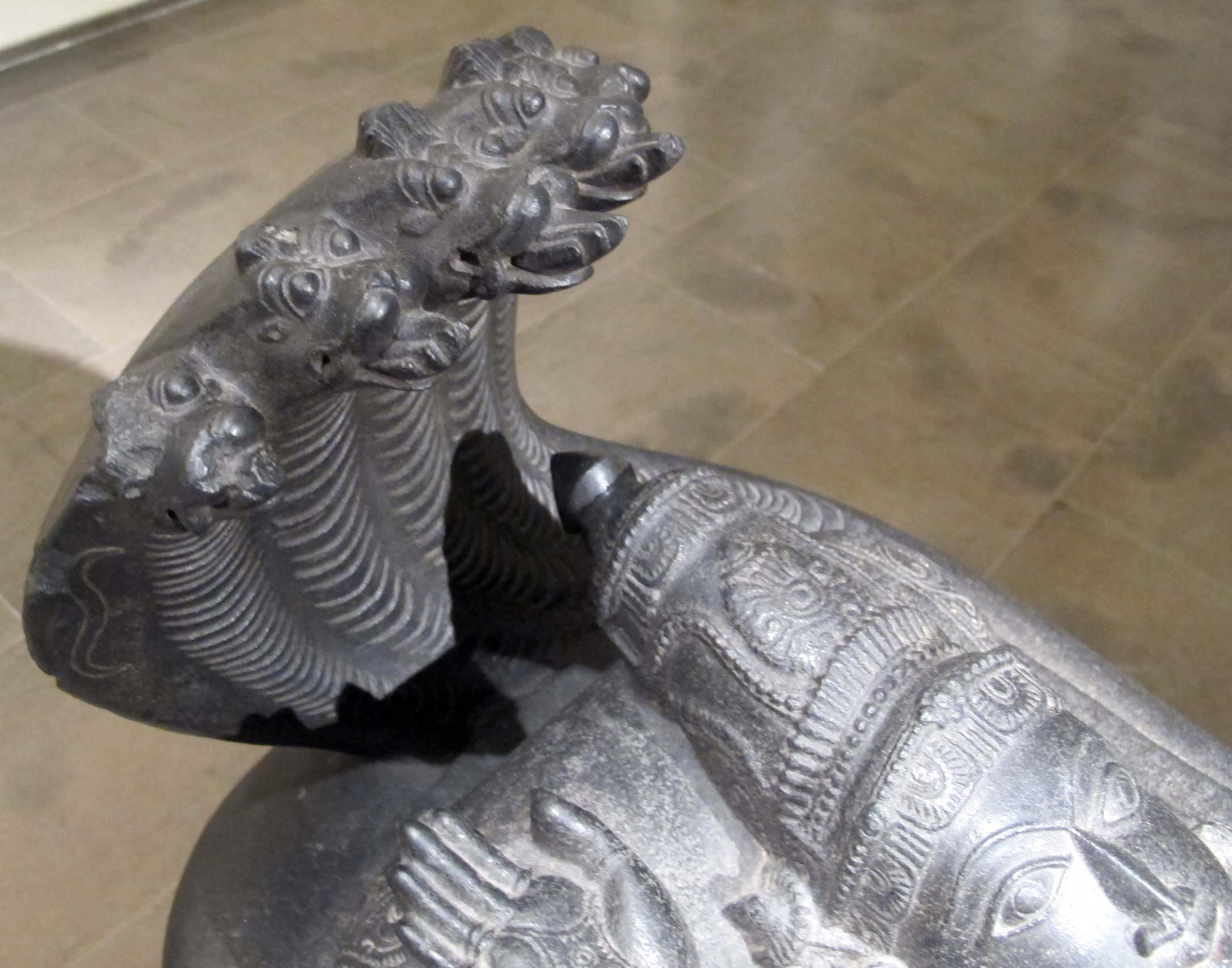
Головы Ананта-Шеши у изголовья Вишну. Бронзовое мурти XVIII—XVIII веков, Тамилнад. Из коллекции Музея Гиме

### Чамара (опахало) и зонт
Чамара представляет собой опахало из волос хвоста яка. В индуизме оно используется во время ритуалов, пуджи, церемоний и считается символом высоких сословий. В храмах чамарой обмахивают Вишну для «избавления» его от зноя. В иконографии чамара олицетворяет вечный закон (санатана дхарма), дыхание Вселенной, которая возникает в момент божественного творения. Хвост яка имеет символическое значение: когда стадо яков находится в движении, животные следуют за хвостом друг друга. Придерживаясь правильного поведения, стадо двигается вперёд. Эта аналогия уместна с дхармой как общим праведным поведением.

Ваю стал временем рождения Господа Кришны, Ямараджа стал чамарой Господа Кришны, Шива стал блестящим мечом Господа Кришны.
— Кришна-упанишада, текст 20
Во время ритуала используются две церемониальные чамары, с обеих сторон от Вишну. Они представляют дхарму и славу Господа. Зонт защищает от земных невзгод и олицетворяет Вайкунтху, небесную обитель, где пребывает Вишну, где нет печали и невзгод. Считается, что Вайкунтха находится на вершине горы Меру. Соответственно, рукоять зонта олицетворяет мир Брахмана, состояние слияния с Вишну.

О, брахманы, зонтик Господа — это Его духовная обитель, Вайкунтха, где нет страха, а Гаруда, носящий Господа жертвоприношений, — это три Веды.
— Шримад Бхагаватам, книга 12, глава 11, текст 19

Солнце и Луна отражают великолепие моего тела. Золотая гора Меру — это мой великолепный флаг. Брахмалока как мой зонт. Семь более низких планетарных систем — это мои ноги.
— Гопалатапани-упанишада, текст 81

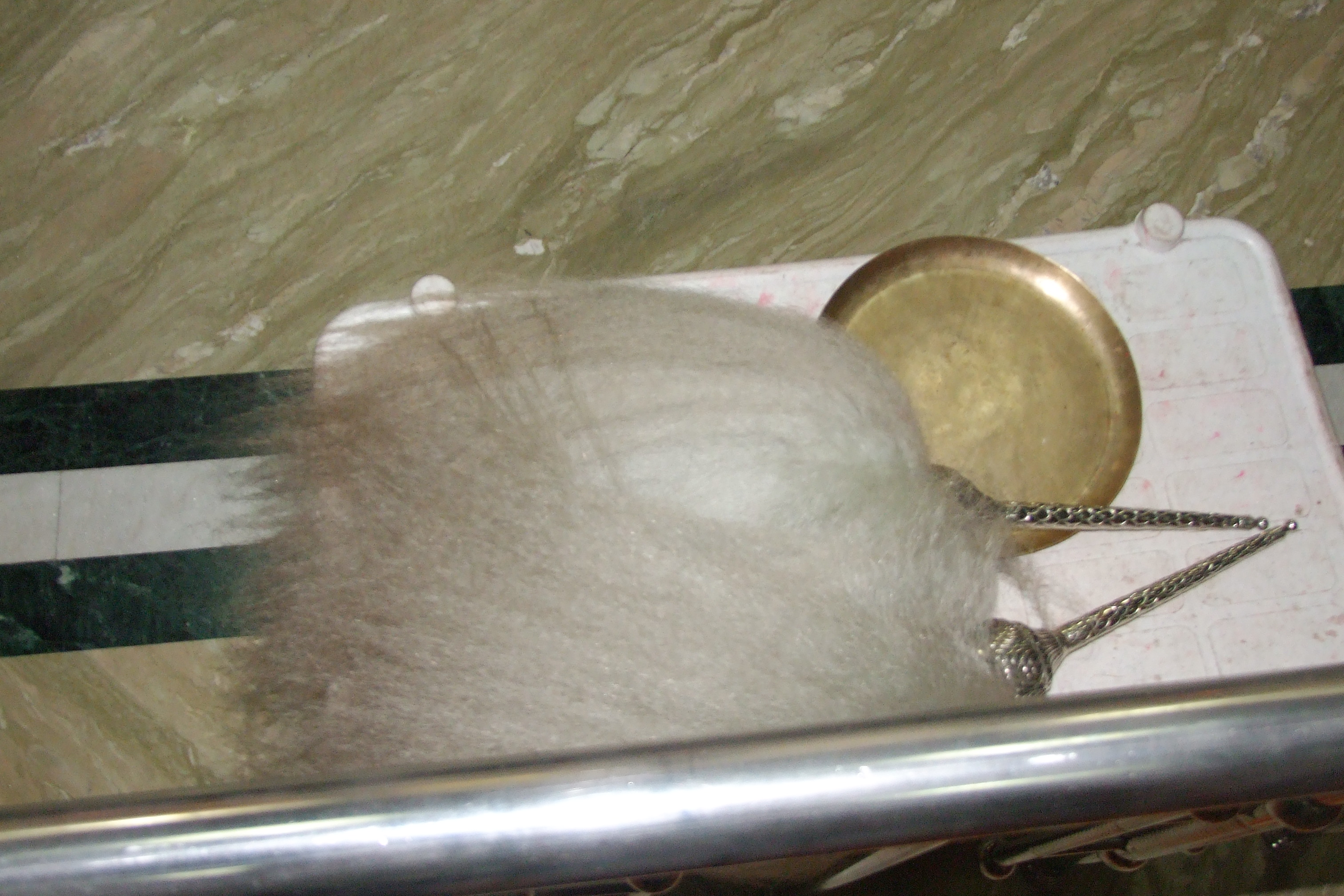
Две чамары из Западной Бенгалии

### Музыкальные инструменты

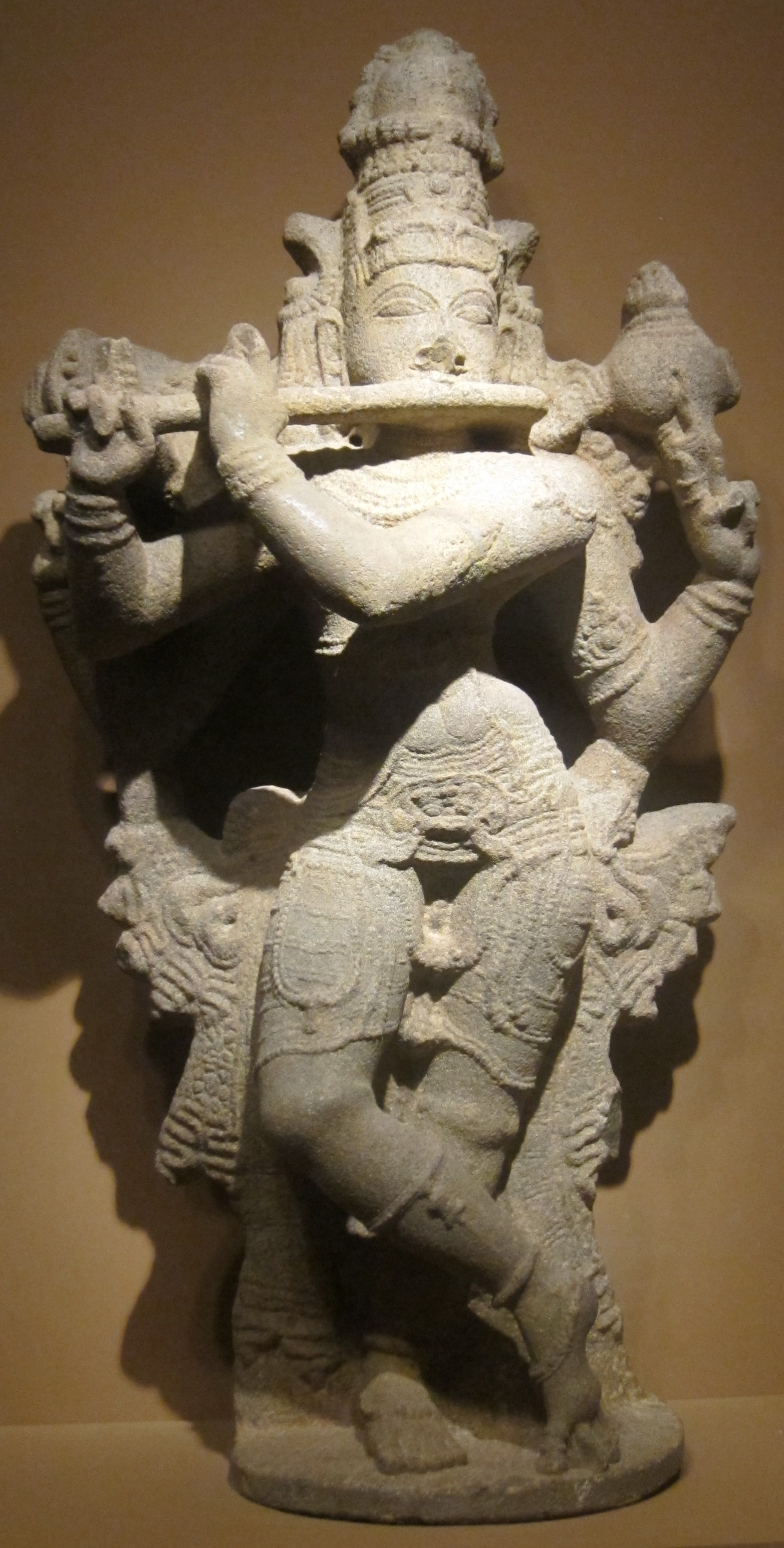
Четырёхрукий Вишну играет на флейте. Скульптура из Тамилнада периода Чола, XI—XII век. Из коллекции Художественного музея Гонолулу

Каждый Бог в индуизме связан с музыкальными инструментами. У Брахмы есть лютня, у Шивы — барабан. Вишну принадлежат такие инструменты как флейта, бансури (поперечная флейта) и священная раковина (шанкха), в которую дуют как в духовой инструмент. Вишну очаровывает своих преданных флейтой и предупреждает грешников резкими звуками раковины. Будучи в земном воплощении Кришной, Вишну играл на флейте в садах Вриндавана. На поле битвы Курукшетры Кришна трубил в раковину, называемую Панчаянья (IAST: Pāñchajanya).

### Колесница
В каждом крупном вайшнавском храме есть церемониальная (праздничная) колесница. Ежегодно во время праздника брахмотсава, который длится в течение девяти дней, на колеснице вывозится утсава мурти божества. Вайшнавы впрягаются в повозку и везут божество вокруг территории храма. Колесница олицетворяет тело человека, в неё запряжены чувства (лошади), а подвижный ум находится в колеснице. Колесницу ведёт Вишну, что является прямой аналогией с «Махабхаратой», где Кришна выступал возничим Арджуны.

Говорится, что стрелы Его — это чувства, а колесница — полный сил, действующий ум. Его внешность — тонкие объекты восприятия, а жесты рук — суть всей целенаправленной деятельности.
— Шримад Бхагаватам, книга 12, глава 11, текст 16

### Священные растения

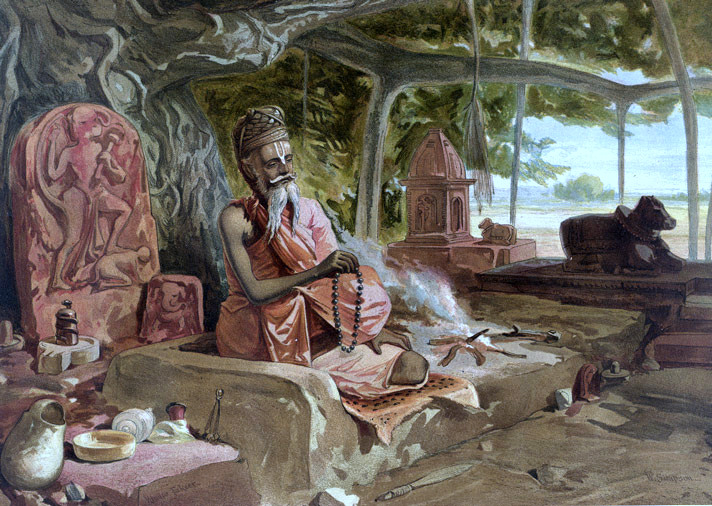
Вайшнав медитирует под баньяновым деревом

Вайшнавы верят, что Вишну благосклонен к баньяну, дереву бодхи (священному фикусу) и ашваттха (индийской смоковнице). Все они являются долгоживущими деревьями, в которых, как полагают, в наибольшей степени проявлен божественный дух Вишну. В их тени аватары Вишну отдыхали и вели беседы как мудрец Капила, просветлённый Будда, повелитель йоги Даттатрея и мудрец Нарада. На листьях баньяна Вишну возлежит в бесконечном океане, в то время как воды покрывают Землю и разрушают мир, когда наступает очередная пралая. В руке Вишну держит цветок лотоса и сам он стоит или сидит на троне из лотоса. Прекрасный цветок поднимается с илистого дна и растёт в мутной воде. Однако ни вода, ни грязь не задерживаются на его лепестках. Вишну, как и лотос, остаётся всегда чистым, что символизирует духовность и неподверженность мирским тяготам. С Вишну также связан сахарный тростник — атрибут его сына, Мадана или Камы. Бог любви, Кама, держит в руках лук из сахарного тростника и пять стрел из цветов. Как из сахарного тростника добывают сладкий сок, каждый, кто стремится наслаждаться миром, получает расу, вкус жизни.

## Символизм атрибутов

### Синий цвет тела
«Шьямала» — один из эпитетов Рамы и Кришны, им называется цвет кожи серовато-синего или иссиня-чёрного цвета. Цвет тела Вишну на изображениях меняется, приобретая разные оттенки, однако всегда остаётся в своей основе синим. Это цвет плодородных дождевых туч, но также бездонного неба и бескрайнего океана, что отражает отсутствие ограничений в божественном явлении.

### Многорукая форма

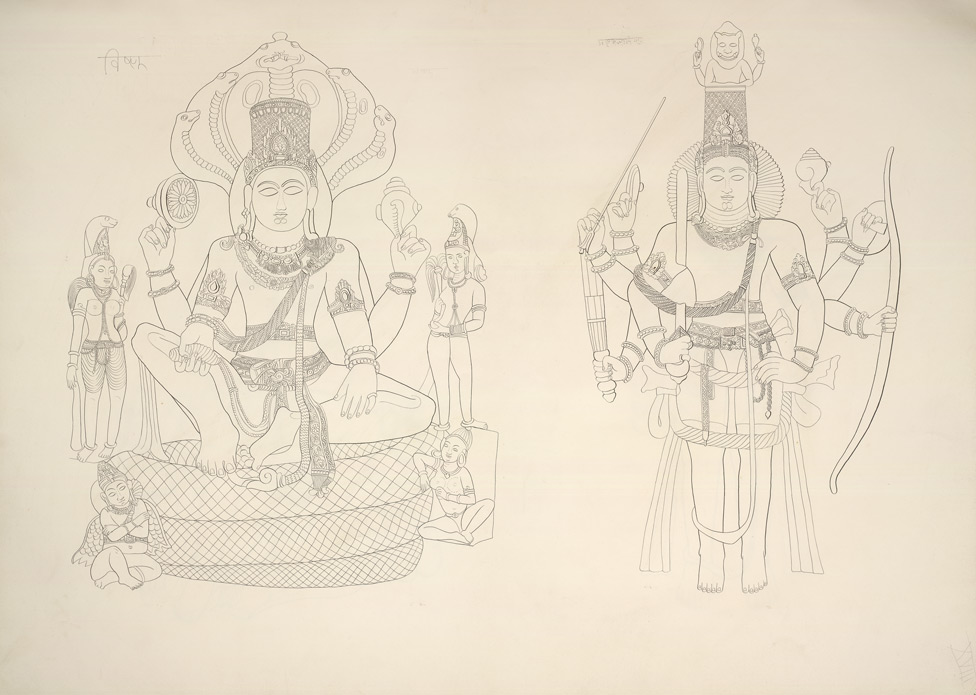
Карандашная зарисовка многорукого Вишну из пещерных храмов Бадами, 540—578 годы

Встречаются четырёх- и восьмирукие изображения Вишну.

Четыре руки представляют три фундаментальных качества (гуны) и восприятие человеком собственной индивидуальности и обособленности
— Гопалатапани-упанишада, текст 84 
Число четыре в индуизме представлено несколькими ассоциациями: четыре стороны света, четыре священные Веды, четыре касты, четыре стадии жизни, четыре уровня сознания, четыре типа последователей, четыре эманации Вишну, четыре составляющие дхармы, четыре цели человеческой жизни, четыре типа освобождения, четыре возраста человека, четыре типа рождения, четыре духовных пути и т. д.
Восьмирукие изображения Вишну олицетворяют его восемь сил (шакти), которыми он обладает. К ним относят здоровье, духовное знание, богатство, творение, взаимодействие, величие, мужество, справедливость. Вместе с тем они символизируют восемь божественных качеств Вишну: всеведущий (IAST: Sarvajñatva), всесильный (IAST: Sarvesvaratva), правитель всего (IAST: Sarvāntaryāmitva), причина всего IAST: Sarvakaraṇatva), управляющий всеми (IAST: Sarvaniyantritva), создатель всего (IAST: Sarvakartritva), всемогущий (IAST: Sarvasaktimatva), ни от чего не зависящий (IAST: Svatantratva).

### Жесты рук
На изображениях Вишну может демонстрировать некоторые жесты, каждый из которых содержит послание посетителю храма, участнику пуджи или даршана:
| Название                                               | Значение жеста |
| ------------------------------------------------------ | --- |
| Абхая-мудра (IAST: Abhayamudrā): правая передняя рука  | Жест бесстрашия: Вишну является океаном сострадания и дарует своим преданным защиту от земных страхов.                     |
| Варада-мудра (IAST: Varadamudrā): правая передняя рука | Жест великодушия: Вишну проявляет милосердие ко всем живым существам одинаково, не требуя ничего взамен.                   |
| Чин-мудра (IAST: Chinmudrā)                            | Жест обучения: Вишну является высшим учителем и носителем дхармы.                                                          |
| Тарджани-мудра (IAST: Tarjani Mudra)                   | Жест угрозы: Вишну предостерегает от невежественного поведения                                                             |
| Кати-хаста (IAST: Kaṭihasta Mudra)                     | Жест предложения: Вишну предлагает предаться его стопам (получить прибежище) для освобождения от циклов рождения и смерти. |

## Четыре главные атрибута

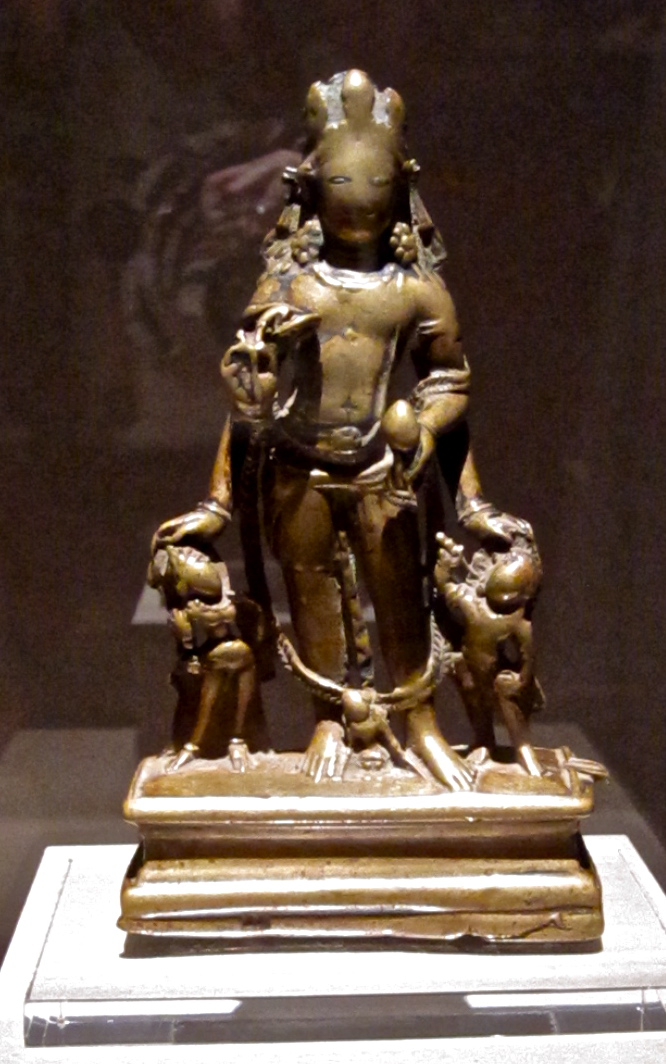
Бронзовая полустёртая скульптура Вишну с персонифицированными Чакра-пурушей (слева), Гада-деви (справа) и богиней Земли Притхиви (в центре). Джамму и Кашмир, IX век. Из коллекции Азиатского художественного музея в Сан-Франциско

«Вишну-дхармоттара-пурана» содержит несколько глав, описывающих иконографию Вишну. Образы Вишну изложены в главах 47, 60 и 85, в том числе одноглавый и четырёхглавый образы (Вайкунтха Чатурмурти). Согласно «Вишну-дхармоттара-пуране» Вишну имеет человеческий облик и две руки, держащие булаву и чакру. Если у Вишну четыре руки, то к ним добавляются лотос и раковина. Облик Вишну прекрасен и безмятежен, что отражает его умиротворённое состояние духа. Цвет его тела подобен грозовым облакам, наполненным водой и несущим живительный дождь. Вишну носит на себе всевозможные украшения, включая ожерелья и серёжки в форме морских чудищ. На его руках и ногах — браслеты, а с шеи свисает гирлянда «ванамала» (IAST: vanamālā). На груди Вишну находится драгоценный камень Каустубха, голову венчает корона «кирита-мукута». За головой Вишну должен просматриваться распущенный цветок лотоса. Его длинные руки сжаты и держат божественные атрибуты: правая — лотос, а левая — раковину. Ногти на руках и ногах имеют красноватый оттенок меди. У стоп Вишну может находится богиня Земли Притхиви, которая представлена небольшой женской фигуркой между его ног. Стопы Вишну могут покоиться на её руках, Притхиви взирает на своего господина, поражённая божественными чудесами. Нижняя часть тела Вишну укутана дхоти, которое спадает до колен. Цветочная гирлянда свисает с шеи и также достигает божественных коленей. Священная нить спадает с плеча и достигает пупка.
Возле ног Вишну могут находиться очеловеченные образцы его божественных атрибутов. Справа располагается Гада-деви (IAST: Gadādevī) или богиня, олицетворяющая его булаву. У неё утончённая талия, красивые глаза и нательные украшения. Она держит опахало и с восхищением смотрит на Бога богов. На её голове покоится правая рука Вишну. С другой, левой стороны располагается воплощение Чакры (IAST: Chakratālvār), или Чакра-пуруша — божество, олицетворяющее чакру Вишну. У него полное тело, декорированное украшениями, а в руке находится ещё одно опахало. Чакра-пуруша взирает на Вишну с широко открытыми глазами. И на его голове тоже покоится левая рука Вишну.
Современный образ Вишну не имеет очеловеченных атрибутов, он держит в своих руках четыре главные предмета: боевую булаву (Каумодаки), огненный диск (Сударшана), священную раковину (шанкха), распустившийся цветок лотоса (падма). Соответственно, они символизируют могущество, власть над временем, власть над пространством, чистоту. В зависимости от комбинации божественных атрибутов в четырёх руках различается двадцать четыре образа Вишну, каждый из которых имеет собственное имя. Описание образов приводилось разными авторами, в результате чего их описание не унифицировано. Порядок атрибутов начинается с нижней правой руки Вишну и далее идёт по часовой стрелке. 

Чатур-вимшати-мурти: четырёхрукие образы Вишну и их имена
| Имя Вишну (рус) | Имя Вишну (IAST) | Литературный источник | Литературный источник | Литературный источник |
| Имя Вишну (рус) | Имя Вишну (IAST) | Агни-пурана           | Падма-пурана          | Рупа-мандана          |
| --------------- | ---------------- | --------------------- | --------------------- | --------------------- |
| Кешава          | Keśava           | PSCG                  | PSCG                  | PSCG                  |
| Нараяна         | Nārāyaṇa         | SPGC                  | SPGC                  | SPGC                  |
| Мадхава         | Mādhava          | GCSP                  | GCSP                  | GCSP                  |
| Говинда         | Goviṅda          | CGPS                  | CGPS                  | CGPS                  |
| Вишну           | Vishṇu           | GPSC                  | GPSC                  | GPSC                  |
| Мадхусудана     | Madhusūdana      | SCPG                  | CSPG                  | CSPG                  |
| Тривикрама      | Trivikrama       | PGCS                  | PGCS                  | PGCS                  |
| Вамана          | Vāmana           | SCGP                  | SCGP                  | SCGP                  |
| Шридхара        | Śrīdhara         | PCDS                  | GCPS                  | PCGS                  |
| Хришикеша       | Hṛishikeśa       | GCPS                  | PCGS                  | GCPS                  |
| Падманабха      | Padmanābha       | SPCG                  | CPSG                  | SPCG                  |
| Дамодара        | Dāmodara         | PSGC                  | PSGC                  | PSGC                  |
| Санкаршана      | Saṁkarshaṇa      | GSPC                  | GSPC                  | GSPC                  |
| Васудева        | Vāsudeva         | GSCP                  | PCSG                  | GSCP                  |
| Прадьюмна       | Pradyumna        | CSGP                  | PSCG                  | CSGP                  |
| Анируддха       | Aniruddha        | CGSP                  | CGSP                  | CGSP                  |
| Пурушоттама     | Purushottama     | CPSG                  | CPSG                  | CPSG                  |
| Адхокшаджа      | Adhokshaja       | PGSC                  | PGSC                  | PGSC                  |
| Нрисингха       | Nṛisiṁha         | CPGS                  | CPGS                  | CPGS                  |
| Ачьюта          | Achyuta          | GPCS                  | GPCS                  | GPCS                  |
| Джанардана      | Janārdana        | PCSG                  | GPCS                  | PCSG                  |
| Упендра         | Upendra          | SGCP                  | PSGC                  | SGCP                  |
| Хари            | Hari             | SPCG                  | GSCP                  | SCPG                  |
| Кришна          | Kṛishṇa          | SGPC                  | SGPC                  | SGPC                  |

Примечание: S — раковина, G — булава, P — лотос, C — чакра.

## Второстепенные атрибуты
В случае восьмирукой формы Вишну он может держать и другие предметы. Ими являются меч и ножны, лук и стрелы. Меч олицетворяет чистое знание (джнана), в основе которого лежит видение истинного (видья). Мечом Вишну разрушает невежество. Ножны олицетворяют незнание (авидья), неспособность различить истину от иллюзии. Оружие тоже имеет духовную символику. Рама владел большим луком, который называли «Шринга» (IAST: Sringa). Духовная интерпретация оружия Вишну — это инструменты, используемые для достижения Господа и освобождения. Пранава (звук ОМ) представлена луком, Атма (дух) — стрелой, а Вишну — целью. Искатель повторяет имена Вишну, пуская своим умом стрелы, после чего он должен достигнуть единения с Вишну.

### Драгоценный камень Каустубха
На груди у Вишну висит драгоценный камень Каустубха (Kaustubha). В текстах Панчаратры Каустубха является одним из девяти символов, представляющих космические принципы Вселенной. Камень символизирует души живых существ (джив). Его имя означает «сокровище океана», оно отражает происхождения камня. Каустубха олицетворяет сознание, являющееся вселенской душой. Её описывают в Ведах как Хираньягарбха (IAST: Hiraṇyagarbha), золотой зародыш: чистый, тонкий и незапятнанный. Каустубха олицетворяет сознание всех живых существ, чистых по своей природе. Драгоценный камень родился в результате пахтанья молочного океана как драгоценное сокровище.

Осознавая моё господство, святые заявляют, что великолепие Солнца, Луны, огня и красноречия исходит от моего сверкающего камня Каустубхи
— Гопалатапани-упанишада, текст 83

Бхагаван Хари носит Атман этого мира, незагрязненный, лишенный качеств, незапятнанный, известный как драгоценный камень Каустубха.
— Вишну-пурана, текст 67

На груди вселенского существа блистает драгоценный самоцвет Каустубха, что олицетворяет лучезарную искру сознания.
— Шримад Бхагаватам, книга 12, глава 11, текст 10

### Символ Шриватса
Шриватса (IAST: Srivatsa), дословно, «любимец Шри», то есть любимец богини Лакшми, представляет собой скрученный пучок волос на груди Вишну. Символ может изображаться как большое родимое пятно, похожее на знак Гаруды («хридая вихара»). Шриватса присутствует на изображениях всех аватар Вишну, считается что по нему можно опознать его земное воплощение.

На Его груди знак Шриватса — завиток белых волос...
Затем одному за другим следует воздать почести восьми видам божественного оружия: огненной чакре, раковине, булаве, мечу, луку, стрелам, плугу и колотушке, затем камню Каустубхе, цветочной гирлянде и завитку волос на моей груди.
— Шримад Бхагаватам, книга 3, глава 28, текст 14; книга 11, глава 27, текст 27
В иконографии Шриватса изображается как небольшой спиралевидный символ или треугольник. Он олицетворяет первый принцип воплощения Вишну, природу (пракрити) или материальную энергию. Как следствие, считается, что в форме Шриватсы на груди Вишну проживает его супруга Лакшми. Три завитка или угла представляют три гуны. В Южной Индии на бронзовых изображениях Вишну Шриватса начинает появляться с X века в форме перевёрнутого треугольника на правой груди Вишну и его аватар. Шриватса упоминается как имя Вишну в Вишну-сахасранаме. Оно также стало популярным индийским именем в штатах Андхра-Прадеш, Телигана, Тамилнад и Карнатака. В тибетском буддизме символ эволюционировал в бесконечный узел.

### Гирлянда Виджаянти или ванамала
Цветочная гирлянда, или ванамала (IAST: Vanamāla), используется в подношении для божества на пудже. Гирлянду, поднесённую Вишну, называют «Виджаянти» (IAST: Vaijayanti-māla) или гирляндой победы. В Вишну-сахасранаме одним из имён Вишну является «Ванамали», а про самого Вишну говорится, что он — тот, кто носит у себя на шее природу как гирлянду. По версии «Бхагавата-пураны» на шее у Вишну висит гирлянда из цветов — пяти типов лесных цветов или цветов туласи. Согласно «Вишну-пуране» гирлянда включает пять драгоценных камней. К ним относят жемчуг, рубин, изумруд, сапфир и алмаз. Все они представляют пять первичных элементов. Таким образом, гирлянда Вишну олицетворяет пять сфер чувств, окружающих Господа.

А когда утром Он приветствует друзей-товарищей, Он точно во хмелю вращает своими счастливыми глазами. Грудь Его украшена венком живых цветов. Блеск золотых серег оттеняет красоту Его нежных щек, цветом напоминающих ягоды бадара. Лик Его светел как лицо ночного владыки месяца.
— Шримад Бхагаватам, книга 10, глава 35, тексты 24-25

Гирлянда Вайджаянти, (принадлежащая) Носителю булавы, — она составлена из пяти видов (драгоценных камней), — представляет собой собрание причин (пяти) первоэлементов, и оно же, воистину, гирлянда из (пяти) первоэлементов, о дважды-рожденный.
— Вишну-пурана, книга 1, глава 22, текст 71

### Одеяние Питамбара
Питамбарой (IAST: pitāmbara) называют классическую мужскую одежду (дхоти) Вишну жёлтого цвета. В неё также одевают божества в индуистских храмах. Жёлтый символизирует цвет огня, который поглощает подношения во время ягьи. Господь известен как «ягья-пуруша», то есть тот, кто получает жертвоприношения, предлагаемые для священного огня. Таким образом, жёлтые одежды символизируют священный огонь и огненное жертвоприношение, благодаря которому обретается милость Вишну.

После этого, о царь, Сам предвечный Верховный Господь, облаченный в желтые одежды и держащий в своих четырёх руках раковину, диск, булаву и цветок лотоса, предстал перед Адити.
— Шримад Бхагаватам, книга 8, глава 17, текст 4

Я медитирую на лотосоподобного Кришну, который держит раковину, булаву и чакру,

Того, кто является высшей душой, того, кто Хари и того, кто носит желтые одежды.
— Адвайя-Кришна-стхава (молитва Кришне)

### Священный шнурок
Священный шнурок (IAST: yajñopavīta, upavīta) или «упавита» носят все члены касты дваждырождённых (брахманы, кшатрии или вайшьи). Он носится на левом плече и ниспадает на правое бедро. Священный шнурок означает, что тот, кто его носит, посвящает себя контролю тела, речи и ума. Священный шнурок надевается в ходе обряда упанаяна и знаменует окончание детства, а также посвящение в изучение Вед. Если шнурок надевается через правое плечо, он называется «прачинавита», а если на шею как гирлянда, то — «нивита». Ритуал подношения шнура является частью пуджи. Пуджари предлагает Вишну и надевает на его изображение священный шнурок. Его принято одевать после предложения одежды, поскольку шнурок не носится без верхней одежды.

Священный шнур — это слог ОМ, состоящий из трёх звуков.
— Шримад Бхагаватам, книга 12, глава 11, тексты 11-12

### Серьги, браслеты и корона
Драгоценные серьги в ушах Вишну олицетворяют два духовных инструмента: интеллект (санкхья), а также управление чувствами и умом (йога).

Его серьги в форме морских монстров — это процессы санкхья (интеллектуальное познание) и йоги (контроль над умом и чувствами), а корона, дарующая бесстрашие обитателям всех миров, — это высшее положение Брахмалоки.
— Шримад Бхагаватам, книга 12, глава 11, тексты 11-12
Браслеты на руках и ногах символизирует четыре цели человеческой жизни: дхарма (праведность), артха (материальное благополучие), кама (удовлетворение желаний) и мокша (освобождение от круга рождений и смерти).

Дхарма, артха, кама и мокша — роскошные браслеты, которые вечно украшают запястья Моей универсальной формы.
— Гопалатапани-упанишада, тексты 87 
Вишну носит высокую корону (IAST: Kirīṭamukuṭa), чьё название буквально переводится как «самая высокая из всех крон». Она представляет собой конический цилиндр, покрытый украшениями и драгоценными камнями вокруг вершины и возле основания. Кирита-мукуту носит Бог среди богов и правители на Земле. Согласно «Гопалатапани-упанишаде» корона Вишну символизирует итог духовной практики, достижение обители Вишну (Вайкунтхи) — места бессмертного блаженства без забот и тревог.

Святые говорят, что Моя бессмертная форма — корона.
— Гопалатапани-упанишада, текст 89

## Вайкунтха и Вишварупа

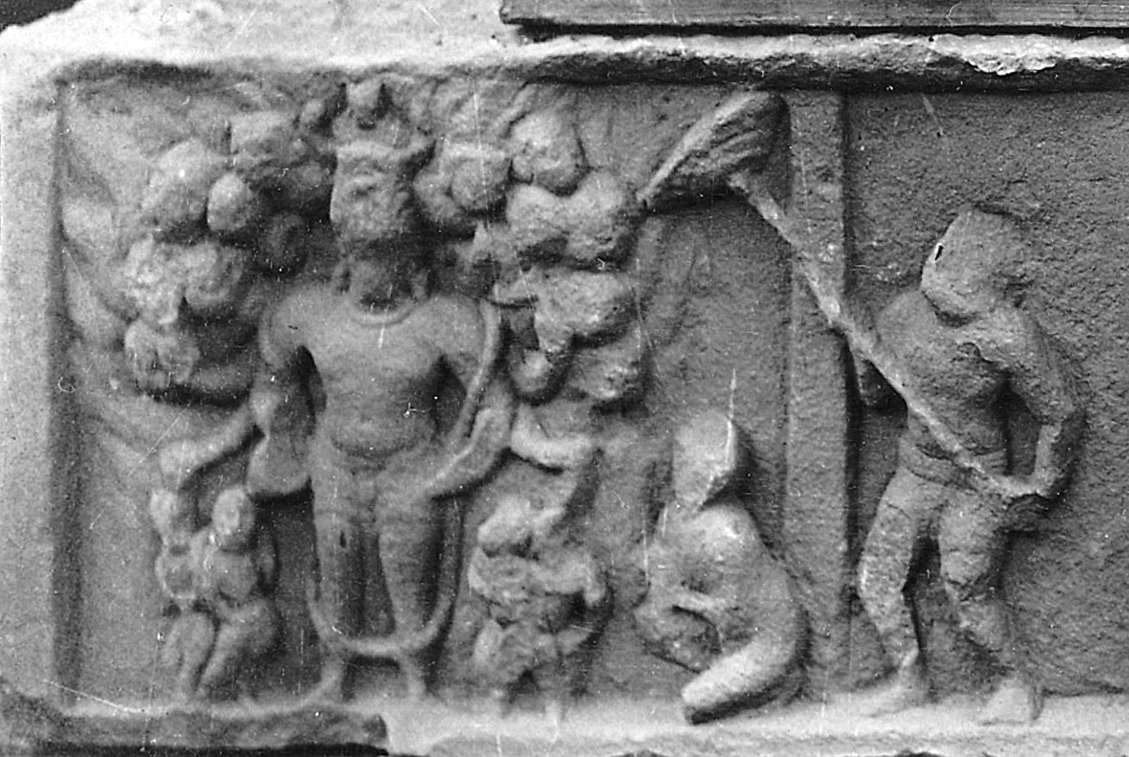
Древнейшее изображение Вишварупы эпохи Гуптов. Гархва (Джаркханд), VI век. Из коллекции Британской библиотеки.

В то время как классическим образом Вишу являете его четырёхрукое изображение, в Северной Индии, Непале и Западной Бенгалии распространены уникальные многоликие и многорукие образы Вишну. Их называют «Вишну-Вайкунтха» («Вишну-Чатурмурти») и «Вишну-Вишварупа». «Бхагавадгита» упоминает, что у вселенской формы Вишну множество рук, ртов, глаз и т. д. Как Вишну-Вайкунтха, так и Вишну-Вишварупа являются художественным воплощением идеи вселенской формы Вишну. Первые иконографические решения создавались скульпторами эпохи Гуптов в VI веке — благодаря им родился образ Вишвару́пы (IAST: Viśvarūpa , «обладающий всеми формами», «вселенская форма», «универсальная форма»), всеобъемлющего космического бога, имеющего бесчисленные формы и воплощения. Считается, что образ связан с изображением Вишу-Васудевы и его четырёх эманаций, которые были популярны в древней Матхуре, откуда идея образа мигрировала в Западную Индию, превращаясь в Вишварупу.
Позднее иконографическое описание образа Вишварупы было закреплено в «Вишну-дхармоттара-пуране», относящейся к VII—IX векам. Вишварупа должен изображаться с четырьмя лицами: человек (восток), Нарасимха (юг), Вараха (север) и женщина (запад). Вишварупа имеет не менее четырёх рук и столько оружия, сколько возможно изобразить. Некоторые руки показывают священные жесты (мудры), другие держат символические атрибуты: плуг, шанкху, ваджру, стрелу, Сударшану, посох, петлю, Каумодаки, меч, лотос, рог, чётки и пр.

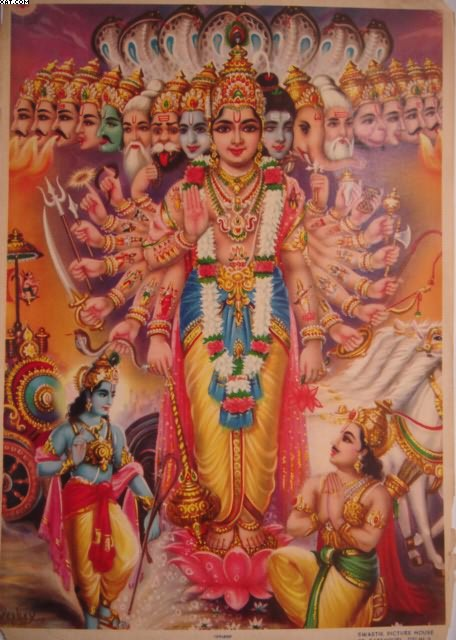
Современный постер с изображением вселенской формы Вишну.
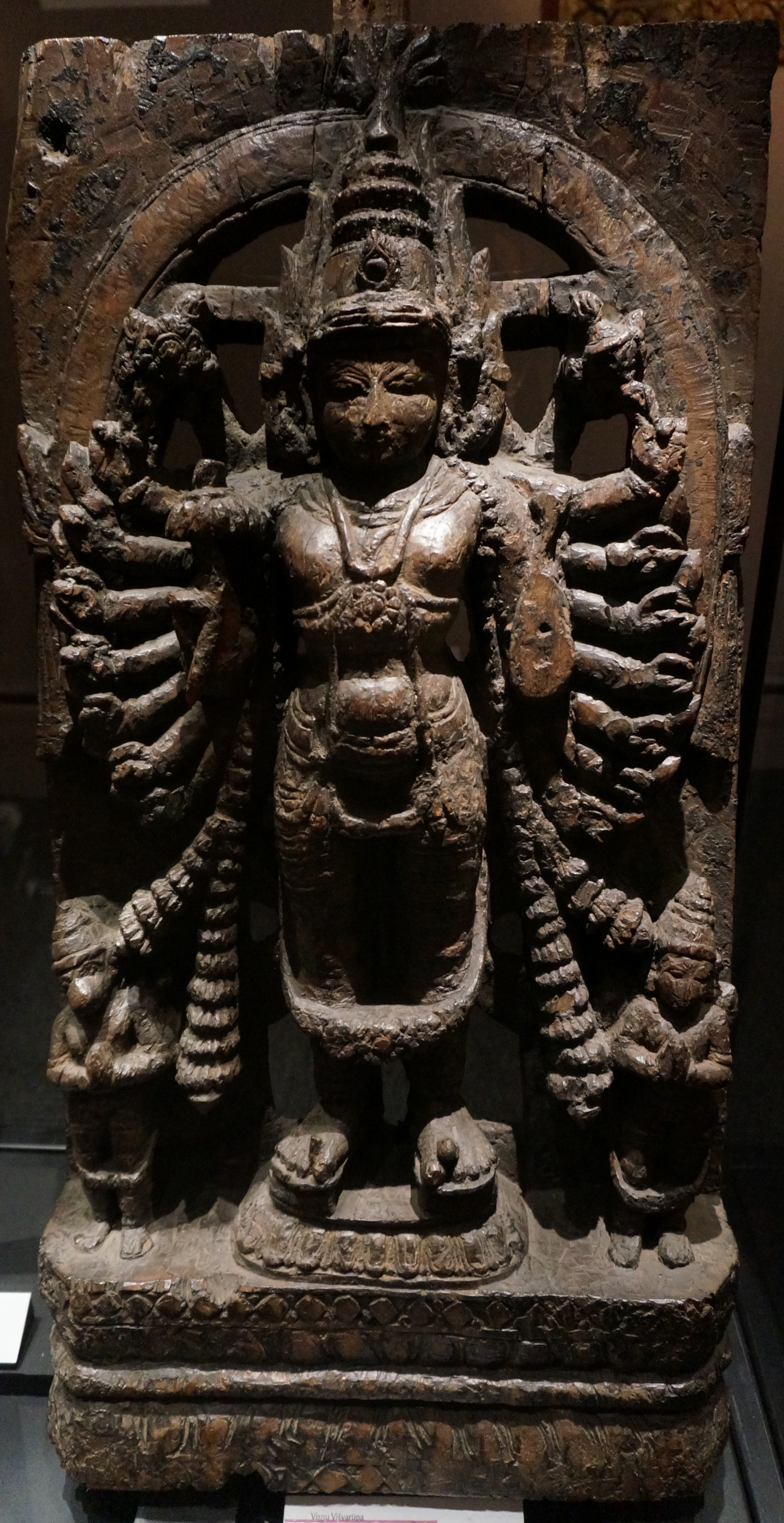
Деревянный образ Вишварупы в составе панели, изображающей процессию колесниц. Тамилнад, XVII—XVIII века. Из коллекции Музея Гиме.
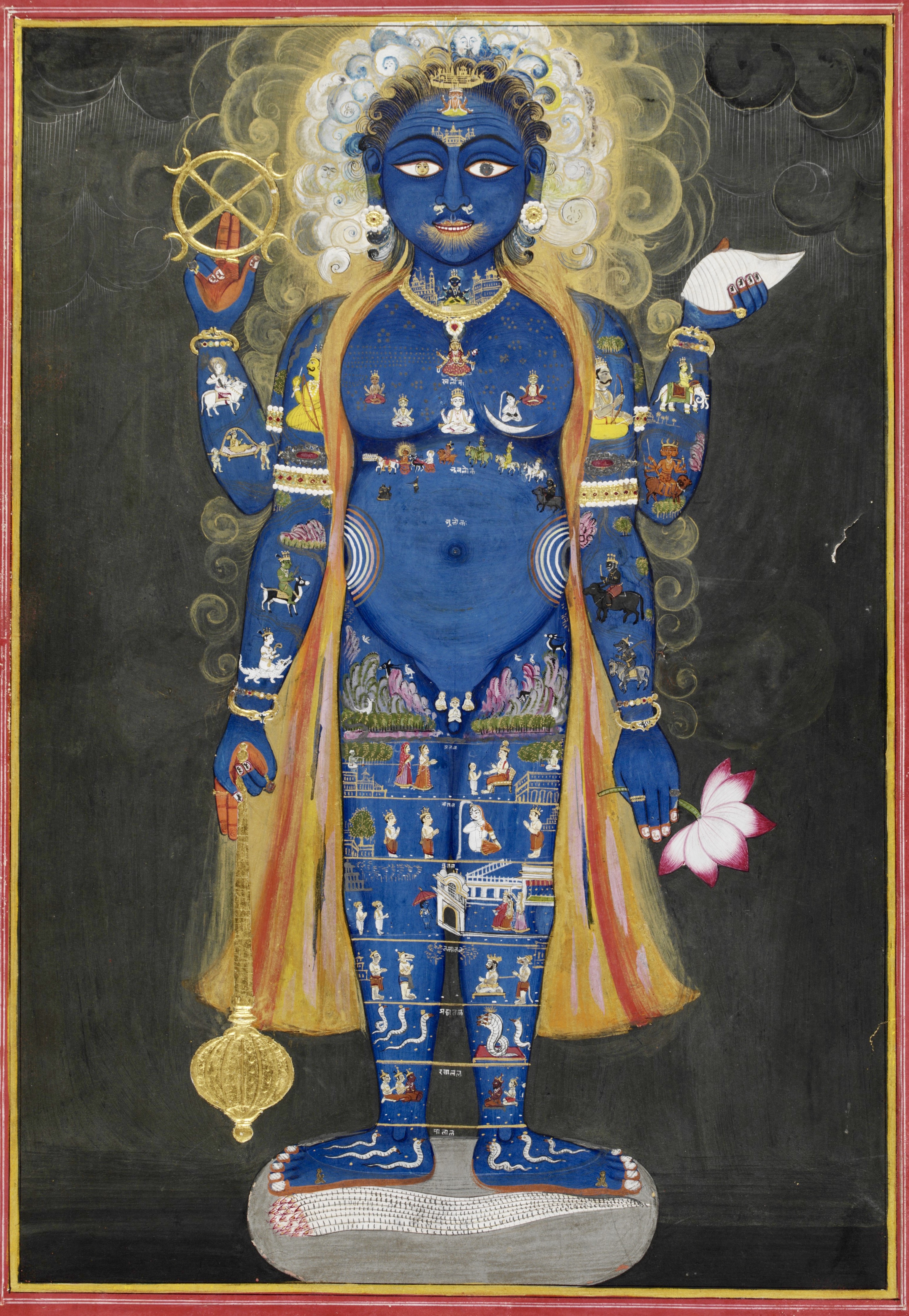
Универсум Вишну, изображение XIX века. Из коллекции Музея Виктории и Альберта.

Разновидностью Вишварупы является Вайкунтха-Чатурмурти (букв. «четыре формы Вайкунтхи», Vaikuntha Chaturmurti) или Вайкунтха-Вишну (букв. «Вишну Вайкунтхи», Vaikuntha Vishnu) — четырёхликая форма Вишну, характерная для Северной и Центральной Индии Индии. Название отражает наличие четырёх лиц: человека, льва (Нарасимха), вепря (Вараха) и демона (Капила). В ряде случаев из-за нимба или одностороннего изображения четвёртая (задняя) голова отсутствует или не видна. Вараха спасает землю, Вишну в человеческом образе её поддерживает, а Нарасимха уничтожает демона. Вместе они олицетворяют космический цикл создания, сохранения и разрушения. Таким образом, Вайкунтха олицетворяет Вишну как универсальную Высшую реальность. По иконографическим правилам Вайкунтха-Чатурмурти имеет восемь рук, однако его чаще представляют с четырьмя руками, держащими атрибуты Вишну.
Позднее универсальная форма Вишну изображалась художниками как огромная Вселенная, внутри которой пребывают боги, люди, животные и все земные творения. Вселенная имеет образ человеческого тела Вишну — он предстает как гигантский универсум, включающий в себя всех и вся. Его образ сформировался в XVII веке и пришёл на смену множественности форм. В каждой части тела Вишну находятся миры: от стоп, где располагаются демонический мир со змеями и злыми духами, до груди и головы с божественным миром, полным богов. Его глазами являются Солнце и Луна, в руках он держит четыре божественные атрибута.

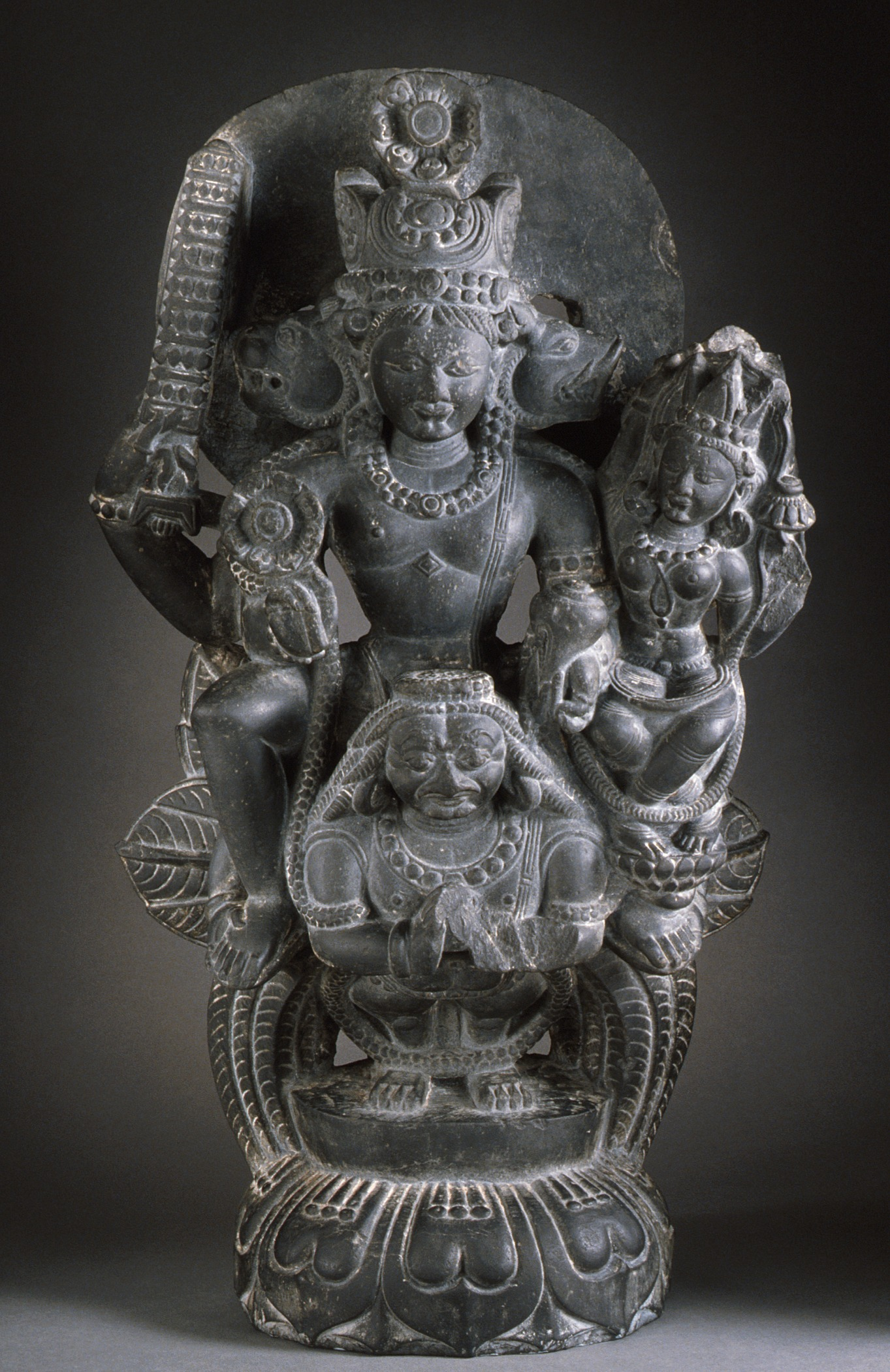
Вайкунтха из коллекции Музея искусств округа Лос-Анджелес. Кашмир, XI век.
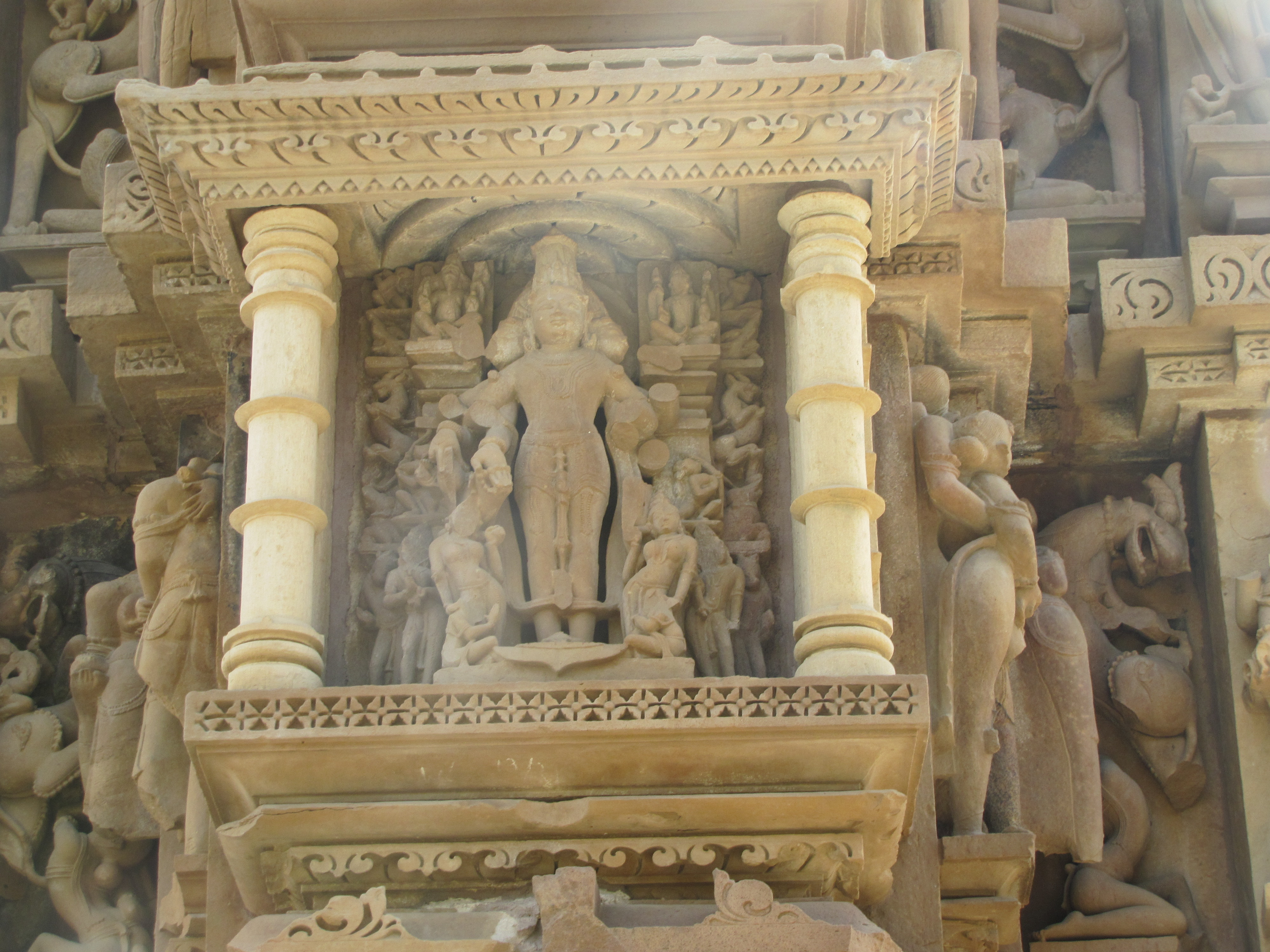
Вайкунтха, фасад храма Читрагупты. Кхаджурахо, IX—XIII века.
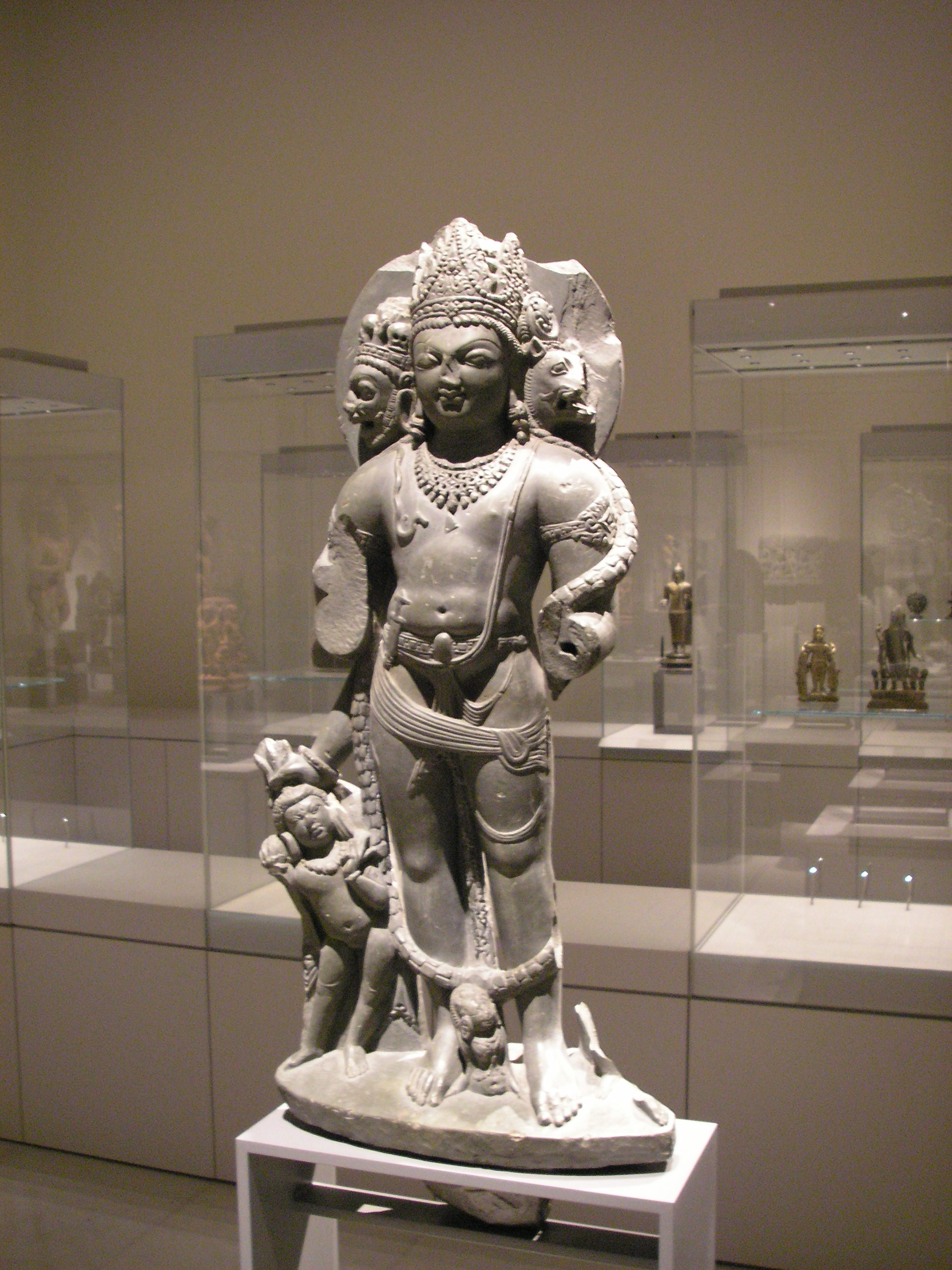
Вайкунтха из коллекции Музея азиатского искусства (Берлин). Кашмир, IX век.

В современной иконографической традиции изображения Вайкунтхи и Вишварупы встречаются крайне редко. Их описания предполагают различную иконографию, что ведет к расхождениям в художественных образах. Изображение может включать в себя четырёхрукого Вишну в окружении своих десяти аватар, а также полубогов. Плеяда «меньших» божеств олицетворяет идею отображения всей Вселенной в одном образе. Вокруг центральной фигуры Вишну божественные образы распределяются таким образом, словно они исходят из центра и распределяются в пространстве. Иконография универсального Вишну чрезвычайно богата и ассоциируется с его множественными проявлениями. Сложный художественный образ эволюционировал с течением времени и отличается от региона к региону. Он адаптировался к различным социальным, политическим и экономическим обстоятельствам. Однако все они имеют общее начало — космическую, вечную и многообразную природу всепроникающего божества. Вишну проявлен в своих аватарах и множестве богов и богинь, выполняющих отдельные функции — защиты пространства, управлением временем и др. Вишну-Вишварупа может находиться в окружении четырнадцати Индр или семи Ваю, вокруг него располагаются семь великих риши, восемь васу или шесть криттика. Иконографическое богатство изображений призвано отразить его бесконечность, могущество и всеприсутствие.

## Пураны о внешних признаках Вишну
В традиции джайнов считается, что в каждой эпохе рождается герой по имени Васудева, побеждающий своего антипода, злодея по имени Прати-Васудева. В «Бхагавата-пуране» повествуется о том, как Паундрака, царь Каруша, объявил, что аватар Кришна не является истинным Васудевой. Он провозгласил себя Васудевой, то есть воплощением Вишну. У него были все внешние признаки Вишну. Паундрака стал носить корону с павлиньим пером, в одной руке он держал цветок лотоса, а в другой — раковину. На шею царь надел ванамали — гирлянду из лесных цветов. С его ушей свисали серьги в форме рыб — макара-кундала. Он одевался в ярко-жёлтый шёлковый дхоти — питамбару. У него даже были цирюльники, завивавшие его волосы как у Кришны. Паундрака настоял на том, чтобы в его ежедневный рацион внесли жирное сливочное масло. Он даже играл в лунные ночи на флейте в цветущих лугах и заставлял своих жён и наложниц танцевать вокруг него. Легковерные, смущённые и напуганные поклонялись Паудраке с цветами, благовониями, сладостями и зажжёнными масляными лампами.
Придворные обратили внимание Паундраки на то, что у Кришны из Двараки была Сударшана-чакра — оружие в форме колёса, которого нет ни у кого больше. Сударшану Кришна позаимствовал — провозгласил царь и объявил, что должен получить её от самозванца назад. К Кришне был направлен гонец, который потребовал под угрозой серьёзных последствий вернуть Сударшану. Однако тот проигнорировал требование. Раздражённый Паундрака отправился в Двараку на колеснице, украшенной знаменем с изображением Гаруды. У ворот Двараки, он крикнул, чтобы ему вернули чакру, которая по праву ему принадлежит. Кришна выпустил Сударшану, которая вращаясь полетела к Паундраке. Паундрака протянул к ней руку, и когда чакра оказалась на его пальце, он почувствовал, что она тяжелее, чем выглядела. Сударшана оказалась настолько тяжёлой, что, не успев позвать на помощь, Паундрака был раздавлен огромным вращающимся колесом. Таким образом, внешние признаки не являются атрибутами божественности — гласят пураны. Что касается Паундраки то, наряжаясь в одежды Васудевы и подражая ему, он непреклонно думал о Вишну. По этой причине после смерти он достиг Вайкунтхи, где вместе с Вишну пребывают его преданные. В вайшнавской традиции обретение спасения через смерть от рук Вишну возможно только в то время, когда Бог присутствует на Земле как аватара. Считается, что сосредоточение на божественном начале позволяет обрести освобождение многими способами. Для пастушек-гопи это было влечение, для Камсы — страх, Шишупалы — ненависть, Пандавов — привязанность, Нарады — преданность, для Паундраки им была ненависть. Благодаря тому, что мысли Паундраки были сосредоточены на Вишну, он, в конечном счёте, обрёл освобождение.